# Amiăng
Amiăng (bắt nguồn từ từ tiếng Pháp amiante /amjɑ̃t/), giống với sợi thủy tinh là một tập hợp gồm sáu khoáng vật silicat xuất hiện trong tự nhiên, đều có chung một đặc tính amiăng của chúng: nghĩa là các tinh thể sợi mỏng và dài (tỷ lệ co khoảng 1:20), với mỗi sợi có thể nhìn thấy bao gồm hàng triệu sợi nhỏ có thể được giải phóng bằng mài mòn và các quá trình khác. Các khoáng vật là chrysotil, amosit, crocidolit, tremolit, anthophyllit và actinolit.
Amiăng đã được khai thác trong hơn 4.000 năm, nhưng việc khai thác quy mô lớn chỉ bắt đầu vào cuối thế kỷ 19, khi các nhà sản xuất và xây dựng bắt đầu sử dụng amiăng vì các đặc tính vật lý mong muốn của nó. Một số tính chất đó là sự hấp thụ âm thanh, độ bền kéo trung bình, giá cả và khả năng chống cháy, cách nhiệt và cách điện. Nó được sử dụng trong các ứng dụng như cách điện cho hệ thống dây điện và trong cách nhiệt xây dựng. Khi amiăng được sử dụng để chống cháy hoặc cách nhiệt, sợi thường được trộn với xi măng hoặc dệt thành vải hoặc chiếu. Những đặc tính mong muốn này đã làm cho amiăng trở thành vật liệu được sử dụng rất rộng rãi cho đến cuối thế kỷ 20.
Hít phải các sợi amiăng có thể gây ra các bệnh nghiêm trọng và gây tử vong, bao gồm ung thư phổi, u trung biểu mô và bệnh bụi phổi amiăng (một loại bệnh bụi phổi). Sự lo ngại với bệnh liên quan đến amiăng bắt đầu từ thế kỷ 20 và leo thang trong thập niên 1920 và 1930. Vào thập niên 1980 và 1990, thương mại và sử dụng amiăng đã bị hạn chế rất nhiều, bị loại bỏ hoặc bị cấm hoàn toàn ngày càng tăng ở một số quốc gia, bao gồm Liên minh châu Âu, Úc, Hồng Kông, Nhật Bản và New Zealand. Tuy nhiên, nhiều quốc gia đang phát triển vẫn ủng hộ việc sử dụng amiăng làm vật liệu xây dựng và việc khai thác amiăng vẫn đang diễn ra, với nhà sản xuất hàng đầu là Nga sản xuất khoảng 1 triệu tấn năm 2015.
Mặc dù các bệnh liên quan đến amiăng là rất nghiêm trọng, vật liệu này được sử dụng rất rộng rãi trong nhiều lĩnh vực. Việc amiăng vẫn được tiếp tục sử dụng lâu dài, cả sau khi ảnh hưởng sức khỏe có hại đã được biết hoặc nghi ngờ, và sự xuất hiện chậm của các triệu chứng hàng thập niên sau khi chấm dứt sự tiếp xúc, đã gây ra loạt kiện tụng amiăng dài nhất, tốn tiền nhất trong lịch sử Hoa Kỳ, mặc dù vấn đề kiện tụng pháp lý ít hơn rất nhiều ở hầu hết các quốc gia khác có liên quan. Trách nhiệm pháp lý liên quan đến amiăng cũng là mối quan tâm thường trực của nhiều nhà sản xuất, công ty bảo hiểm và công ty tái bảo hiểm.

## Lịch sử

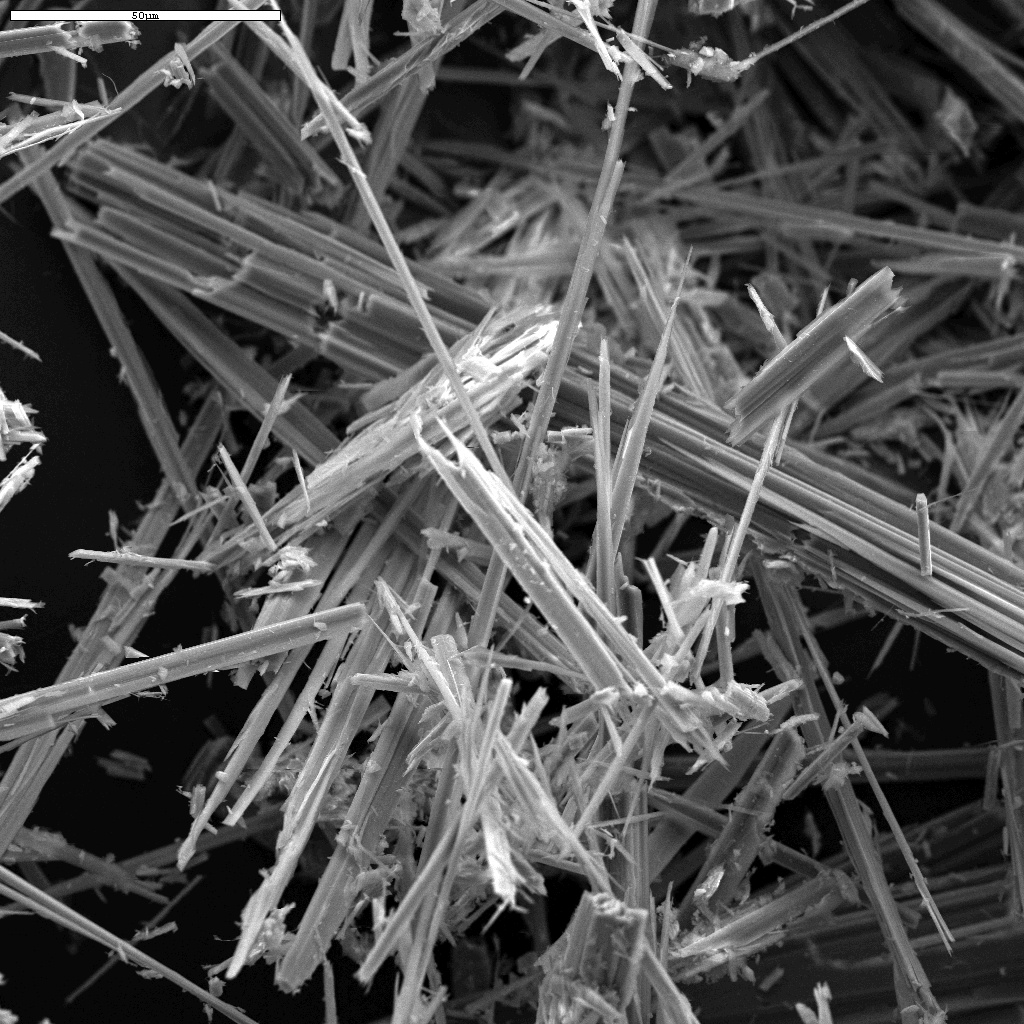
Amiăng anthophyllit, hình ảnh kính hiển vi điện tử quét.

Người ta đã sử dụng amiăng trong hàng ngàn năm để tạo ra các vật thể mềm dẻo, như khăn ăn chống lửa. Trong kỷ nguyên hiện đại, các công ty bắt đầu sản xuất hàng tiêu dùng amiăng ở quy mô công nghiệp. Hiện nay, mọi người nhận ra mối nguy hại cho sức khỏe mà amiăng gây ra, do đó nó đã bị cấm hoặc quy định nghiêm ngặt trên toàn thế giới.

### Sử dụng ban đầu
Việc sử dụng amiăng có lịch sử ít nhất 4.500 năm, khi cư dân khu vực hồ Juojärvi ở Đông Phần Lan gia cường các nồi và dụng cụ nấu ăn bằng đất nung với khoáng vật antophyllit (xem gốm amiăng). Một trong những mô tả đầu tiên về vật liệu có thể là amiăng là trong chuyên khảo Perí líthon (Περὶ λίθων, về đá) của Theophrastus vào khoảng năm 300 TCN, mặc dù nhận dạng này đã bị nghi ngờ. Trong cả tiếng Hy Lạp hiện đại và cổ đại, tên thông thường của vật liệu amiăng là amiantos ("tinh khiết", "nguyên chất"), được chuyển thể thành tiếng Pháp là amiante và sang tiếng Tây Ban Nha và tiếng Bồ Đào Nha là amianto. Trong tiếng Hy Lạp hiện đại, từ ἀσβεστος (asvestos) hay ασβέστης (asvéstis) được sử dụng nhất quán và duy nhất cho vôi.
Thuật ngữ asbestos (tên gọi khác của amiăng) có thể truy nguyên tới bản thảo Lịch sử Tự nhiên của nhà tự nhiên học La Mã Pliny Già và việc ông sử dụng thuật ngữ asbestinon, có nghĩa là "không thể dập tắt". Trong khi Pliny hoặc cháu trai của ông, Pliny Trẻ thường được gán cho việc nhận ra tác động bất lợi của amiăng đối với con người, nhưng việc kiểm tra các tài liệu gốc cho thấy không có sự hỗ trợ nào cho cả hai nhận định trên.
Những người Ba Tư giàu có làm kinh ngạc khách khứa bằng cách làm sạch một miếng vải bằng cách ném nó vào lửa. Ví dụ, theo Tabari, một trong những đồ vật lạ lùng thuộc Khosrau II Parviz (khoảng 531-579), vị vua vĩ đại của Đế quốc Sasan, là một khăn ăn (tiếng Ba Tư: منديل) mà ông đã làm sạch một cách đơn giản bằng cách ném nó vào lửa. Vải như vậy được cho là đã được làm từ amiăng nhập khẩu qua Kush Hindu. Theo Biruni trong cuốn sách của ông, (لجماهر في معرفة الجواهر, Đá quý) bất kỳ loại vải nào làm bằng amiăng (tiếng Ba Tư: آذرشست, Āzarshost) được gọi shostakeh (tiếng Ba Tư: شستكه). Một số người Ba Tư tin rằng sợi này là lông của một con thú, được gọi là samandar (tiếng Ba Tư: سمندر), sống trong lửa và chết khi tiếp xúc với nước, và đó là nơi mà niềm tin trước đây cho rằng kỳ giông (tiếng Hy Lạp: σαλαμάνδρα, tiếng Latinh: salamandra, tiếng Anh: salamander, tiếng Pháp: salamandre, tiếng Nga: саламандра) có thể chịu được lửa phát sinh.
Charlemagne, Hoàng đế La Mã Thần thánh đầu tiên (800-814), được cho là có một chiếc khăn trải bàn làm từ amiăng.
Marco Polo kể lại đã từng được xem, ở một nơi mà ông gọi là tỉnh Ghinghin talas, "một mạch mỏ tốt mà từ đó làm ra tấm vải chúng ta gọi là salamander, không thể bị đốt cháy nếu bị ném vào lửa..."
Một số nhà khảo cổ học tin rằng người xưa đã tạo ra vải liệm từ amiăng, trong đó họ đốt xác của các vị vua của họ, để chỉ lưu giữ tro cốt của họ và ngăn không cho chúng trộn lẫn với gỗ hoặc các vật liệu dễ cháy khác thường được sử dụng trong các đám tang. Những người khác khẳng định rằng người xưa đã sử dụng amiăng để tạo ra bấc vĩnh viễn cho đèn thắp trong lăng mộ hoặc các loại đèn khác. Một ví dụ nổi tiếng là đèn vàng lychni amiăng, mà nhà điêu khắc Callimachus đã làm cho Erechtheion. Trong những thế kỷ gần đây, amiăng thực sự được sử dụng cho mục đích này. Mặc dù amiăng làm cho da bị ngứa khi tiếp xúc, tài liệu cổ cho thấy rằng nó được kê toa cho các bệnh về da và đặc biệt là ngứa. Có thể là họ đã sử dụng thuật ngữ asbestos cho đá xà phòng, bởi vì hai thuật ngữ này thường bị nhầm lẫn trong suốt lịch sử. 

### Kỷ nguyên công nghiệp

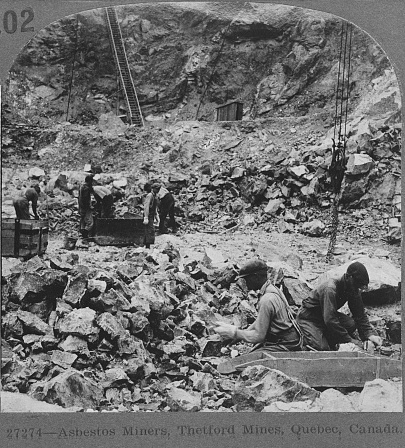
Khai thác amiăng quy mô công nghiệp bắt đầu vào năm 1878 tại thị trấn Thetford, Quebec. Đến năm 1895, khai thác ngày càng được cơ giới hóa. Vào tháng 9 năm 2012, chính phủ Quebec đã ngừng khai thác amiăng. Ảnh chụp năm 1923 tại Thetford

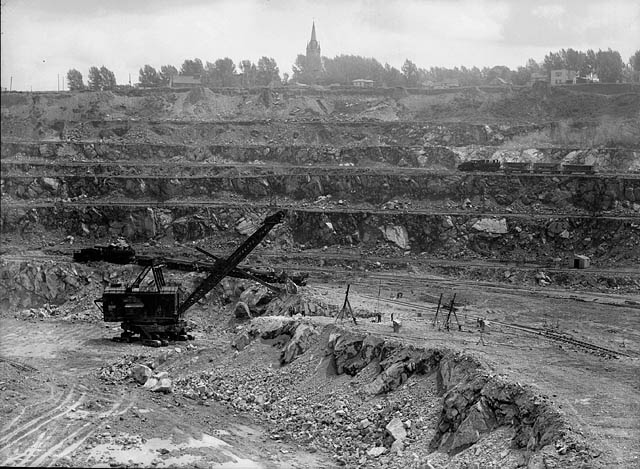
Gàu xúc lớn nhất của Canada đang nạp quặng amiăng cho một toa tàu tại mỏ Jeffrey, Công ty Johns-Manville, Quebec, tháng 6 năm 1944.

Công nghiệp khai thác amiăng quy mô lớn bắt đầu vào giữa thế kỷ 19. Những nỗ lực ban đầu trong việc sản xuất giấy và vải amiăng ở Ý đã bắt đầu vào thập niên 1850, nhưng không thành công trong việc tạo ra thị trường cho các sản phẩm như vậy. Các mẫu amiăng của Canada đã được trưng bày ở Luân Đôn vào năm 1862 và các công ty đầu tiên được thành lập ở Anh và Scotland để khai thác tài nguyên này. Amiăng lần đầu tiên được sử dụng trong sản xuất sợi và nhà công nghiệp người Đức Louis Wertheim đã áp dụng quy trình này trong các nhà máy của ông ở Đức. Năm 1871, Patent Asbestos Manufacturing Company (Công ty Sản xuất Amiăng Bằng sáng chế) được thành lập tại Glasgow và trong những thập kỷ sau đó, khu vực Clydebank trở thành một trung tâm cho ngành công nghiệp non trẻ.
Khai thác quy mô công nghiệp bắt đầu ở vùng đồi Thetford, Quebec từ thập niên 1870. William Edmond Logan là người đầu tiên nhận thấy lượng lớn amiăng trắng trên các ngọn đồi này với tư cách là người đứng đầu Cơ quan Khảo sát Địa chất Canada. Các mẫu khoáng vật từ đây đã được trưng bày ở Luân Đôn và được nhiều người quan tâm. Với việc khai trương Đường sắt Trung tâm Quebec vào năm 1876, các nhà khai thác mỏ như Andrew Stuart Johnson đã thành lập ngành công nghiệp amiăng trong tỉnh này. Sản lượng 50 tấn của các mỏ vào năm 1878 đã tăng thành trên 10.000 tấn vào thập niên 1890 với việc áp dụng các công nghệ máy móc và sản xuất mở rộng. Trong một thời gian dài, mỏ amiăng lớn nhất thế giới là mỏ Jeffrey ở thị trấn Asbestos, Quebec.
Việc sản xuất amiăng đã bắt đầu ở khu vực Ural của Đế quốc Nga vào thập niên 1880, và ở các vùng núi Bắc Ý với sự hình thành ở Torino của Italo-English Pure Asbestos Company (Công ty Amiăng Tinh khiết Anh-Ý) vào năm 1876, mặc dù điều này đã sớm bị che lấp bởi mức độ sản xuất lớn hơn từ các mỏ ở Canada. Việc khai thác cũng bùng nổ ở Nam Phi từ năm 1893 dưới sự bảo trợ của doanh nhân người Anh Francis Oates, Giám đốc công ty De Beers. Cũng tại Nam Phi việc sản xuất amosit bắt đầu vào năm 1910. Ngành công nghiệp amiăng Hoa Kỳ đã có một khởi đầu sớm vào năm 1858, khi sợi anthophyllit được khai thác để sử dụng làm vật liệu cách nhiệt amiăng của Công ty Johns, tiền thân của Johns Manville hiện tại, tại một mỏ đá tại đồi Ward trên đảo Staten, New York. Sản xuất của Hoa Kỳ đã bắt đầu một cách nghiêm túc vào năm 1899, với việc phát hiện ra các mỏ lớn ở núi Belvidere.

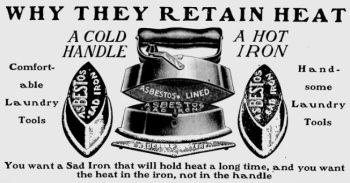
Các ứng dụng của amiăng đã tăng vọt vào cuối thế kỷ 19. Đây là một quảng cáo cho một bàn là lót amiăng vào năm 1906.

Việc sử dụng amiăng ngày càng phổ biến vào cuối thế kỷ 19, khi các ứng dụng đa dạng của nó bao gồm sơn, bê tông, gạch chống cháy, ống và xi măng lò sưởi, gioăng chịu nhiệt, chống cháy và axit, ống cách nhiệt, trần cách nhiệt, vách thạch cao, sàn, mái chống cháy, đồ ngoại thất, và các chất nối vách thạch cao. Năm 2011, có báo cáo rằng hơn 50% nhà ở tại Anh vẫn chứa amiăng, mặc cho lệnh cấm đối với các sản phẩm amiăng vài năm trước đó.

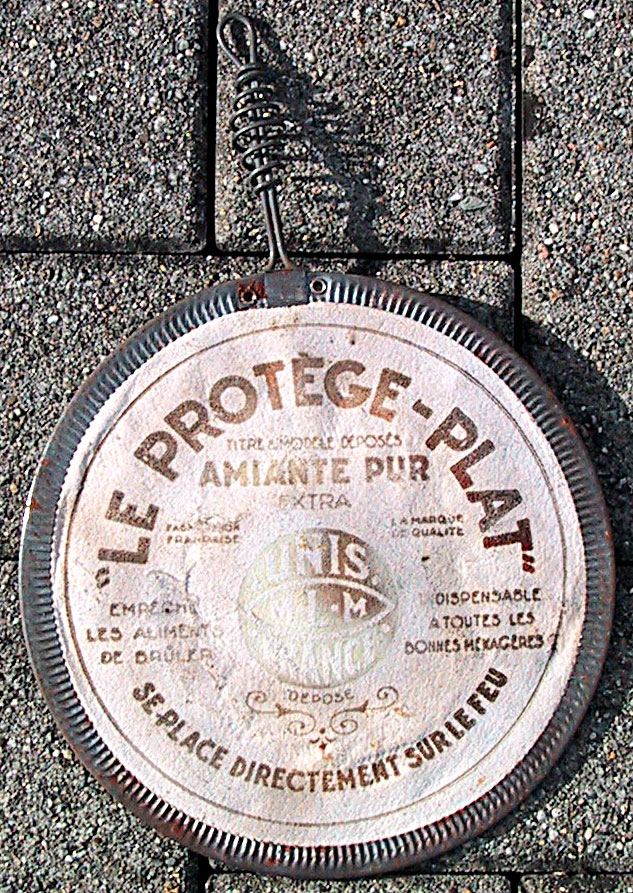
Một thiết bị phân tán nhiệt gia đình để nấu trên bếp gas, làm bằng amiăng (có lẽ là thập niên 1950; "Amiante pur" là tiếng Pháp của "Amiăng tinh khiết")

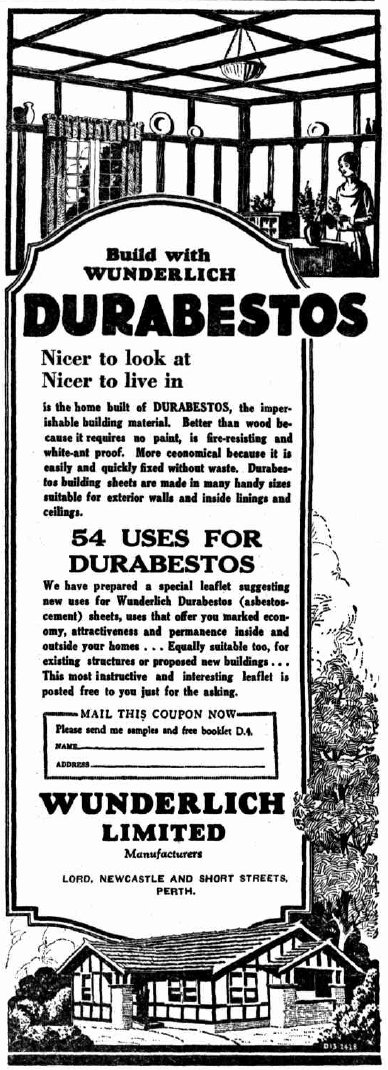
Bài báo quảng cáo tại Perth, Tây Úc năm 1929 cho tấm amiăng để xây dựng tòa nhà dân cư.

Ở Nhật Bản, đặc biệt là sau Thế chiến II, amiăng được sử dụng trong sản xuất amoni sunfat cho mục đích sản xuất lúa gạo, phun lên trần, khung sắt và vách của các toa xe đường sắt và các tòa nhà (trong thập niên 1960), và cũng được sử dụng cho các lý do tiết kiệm năng lượng. Sản xuất amiăng ở Nhật Bản đạt đỉnh vào năm 1974 và trải qua những trồi sụt cho đến khoảng năm 1990, khi sản lượng bắt đầu tụt giảm đáng kể.

### Khám phá độc tính
Năm 1899, Montague Murray ghi nhận những ảnh hưởng tiêu cực đến sức khỏe của amiăng. Cái chết đầu tiên được ghi nhận liên quan đến amiăng là vào năm 1906.
Đầu thập niên 1900, các nhà nghiên cứu bắt đầu nhận thấy một số lượng lớn người chết sớm và các vấn đề về phổi ở các thị trấn khai thác amiăng. Nghiên cứu đầu tiên được H. Montague Murray thực hiện tại Bệnh viện Charing Cross, Luân Đôn, vào năm 1900, trong đó một cuộc điều tra sau khi chết của một thanh niên đã chết vì xơ phổi sau khi làm việc 14 năm trong một nhà máy dệt amiăng, đã phát hiện ra dấu vết amiăng trong phổi của nạn nhân. Adelaide Anderson, người thanh tra các nhà máy ở Anh, đã đưa amiăng vào danh sách các chất công nghiệp có hại vào năm 1902. Các cuộc điều tra tương tự đã được tiến hành tương ứng tại Pháp và Ý vào năm 1906 và 1908.
Chẩn đoán đầu tiên về bệnh bụi phổi amiăng được thực hiện ở Anh vào năm 1924. Nellie Kershaw đã được tuyển dụng tại Turner Brothers Asbestos Company ở Manchester, Anh từ năm 1917 để đánh sợi amiăng thô thành sợi. Cái chết của cô vào năm 1924 đã dẫn đến một cuộc điều tra chính thức. Nhà nghiên cứu bệnh học William Edmund Cooke đã xác nhận rằng việc kiểm tra phổi của ông cho thấy vết sẹo cũ của bệnh lao phổi đã lành và xơ hóa lan rộng, trong đó có thể nhìn thấy "các hạt khoáng chất  ... với nhiều hình dạng khác nhau, nhưng phần lớn có góc nhọn." So sánh các hạt này với các mẫu bụi amiăng do S. A. Henry, Thanh tra y tế các xí nghiệp Hoàng gia cung cấp, Cooke kết luận rằng chúng "có nguồn gốc từ amiăng và, vượt qua nghi ngờ hợp lý, là nguyên nhân chính gây ra xơ hóa phổi và do đó là tử vong".
Theo kết quả bài báo của Cooke, quốc hội Anh đã ủy thác điều tra về tác động của bụi amiăng cho E. R. A. Merewether, Thanh tra y tế các xí nghiệp và C. W. Price, thanh tra xí nghiệp và là người tiên phong trong giám sát và kiểm soát bụi. Báo cáo sau đó của họ, Occurrence of Pulmonary Fibrosis & Other Pulmonary Affections in Asbestos Workers (Sự xuất hiện của Xơ phổi & Các vấn đề về phổi khác ở Công nhân Amiăng), đã được trình lên quốc hội Anh vào ngày 24 tháng 3 năm 1930. Báo cáo kết luận rằng sự phát triển của bệnh bụi phổi amiăng có liên quan đến việc hít phải bụi amiăng kéo dài, và bao gồm nghiên cứu sức khỏe đầu tiên của công nhân amiăng, cho thấy 66% những người làm việc từ 20 năm trở lên bị bệnh bụi phổi amiăng. Báo cáo đã dẫn đến việc công bố Quy chế Công nghiệp Amiăng đầu tiên vào năm 1931, có hiệu lực từ ngày 1 tháng 3 năm 1932. Quy chế này điều chỉnh việc thông gió và làm cho bệnh bụi phổi amiăng trở thành bệnh nghề nghiệp có thể tha thứ. Thuật ngữ u trung biểu mô (ung thư ở màng bảo vệ xung quanh các cơ quan nội tạng của cơ thể, như màng phổi, màng tim) được sử dụng lần đầu tiên trong y văn vào năm 1931; sự liên kết của nó với amiăng lần đầu tiên được ghi nhận vào khoảng thập niên 1940. Pháp luật tương tự được áp dụng ở Mỹ khoảng mười năm sau.
Khoảng 100.000 người ở Hoa Kỳ đã chết hoặc bị bệnh nan y do phơi nhiễm amiăng liên quan đến công nghiệp đóng tàu. Trong khu vực Hampton Roads, một trung tâm đóng tàu, sự xuất hiện của u trung biểu mô cao gấp 7 lần tỷ lệ quốc gia. Hàng ngàn tấn amiăng đã được sử dụng trong các con tàu trong Thế chiến II để cách nhiệt đường ống, nồi hơi, động cơ hơi nước và tua bin hơi nước. Có khoảng 4,3 triệu công nhân đóng tàu ở Hoa Kỳ trong Thế chiến II; cứ 1.000 công nhân thì có khoảng 14 người chết vì u trung biểu mô và một số người chưa biết đã chết vì bệnh bụi phổi amiăng.
Chính phủ Hoa Kỳ và ngành công nghiệp amiăng đã bị chỉ trích vì không hành động đủ nhanh để thông báo đại chúng về những nguy hiểm, và để giảm phơi nhiễm công chúng. Vào cuối thập niên 1970, các tài liệu của tòa án đã chứng minh rằng các quan chức ngành amiăng biết về những mối nguy hiểm từ amiăng từ thập niên 1930 và đã che giấu chúng với công chúng.
Ở Úc, amiăng đã được sử dụng rộng rãi trong xây dựng và các ngành công nghiệp khác từ năm 1946 đến năm 1980. Từ thập niên 1970, các lo ngại ngày càng tăng về sự nguy hiểm của amiăng và việc sử dụng nó đã bị loại bỏ. Khai thác ngừng năm 1983. Việc sử dụng amiăng đã được loại bỏ vào năm 1989 và bị cấm hoàn toàn vào tháng 12/2003. Sự nguy hiểm của amiăng hiện đã được biết đến ở Úc và có sự giúp đỡ và hỗ trợ cho những người mắc bệnh amiăng hoặc u trung biểu mô.

### Sử dụng theo ngành và loại sản phẩm

#### Nhóm Serpentin
Khoáng vật serpentin có cấu trúc tấm hoặc lớp. Chrysotil (thường được gọi là amiăng trắng) là khoáng vật amiăng duy nhất trong nhóm serpentin. Ở Hoa Kỳ, amiăng trắng là loại amiăng được sử dụng phổ biến nhất. Theo Cẩm nang Thanh tra Xây dựng Amiăng EPA Hoa Kỳ, amiăng trắng chiếm khoảng 95% amiăng được tìm thấy trong các tòa nhà ở Hoa Kỳ. Chrysotil thường có mặt trong nhiều loại sản phẩm và vật liệu, bao gồm:

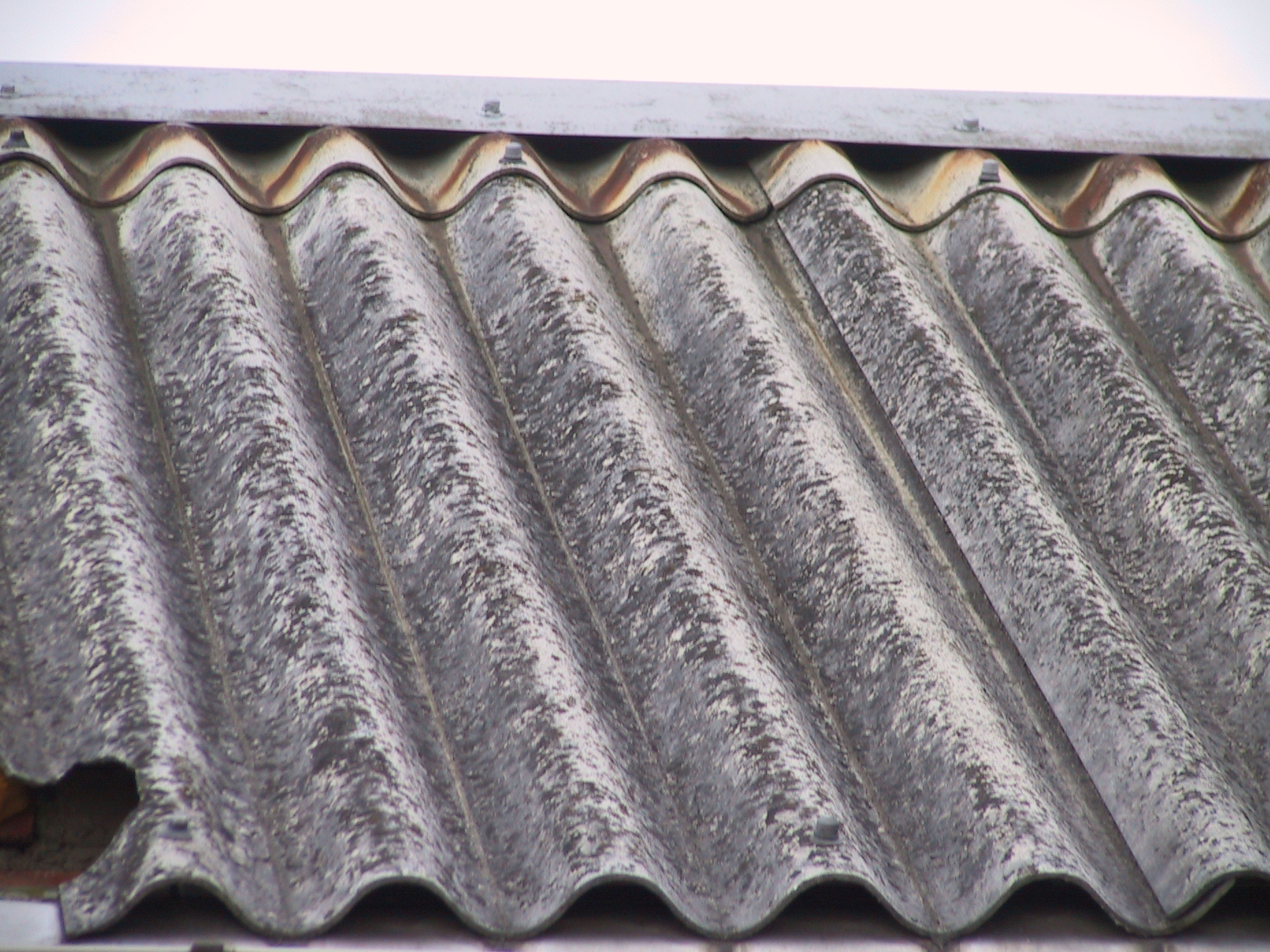
Mái lợp amiăng gợn sóng

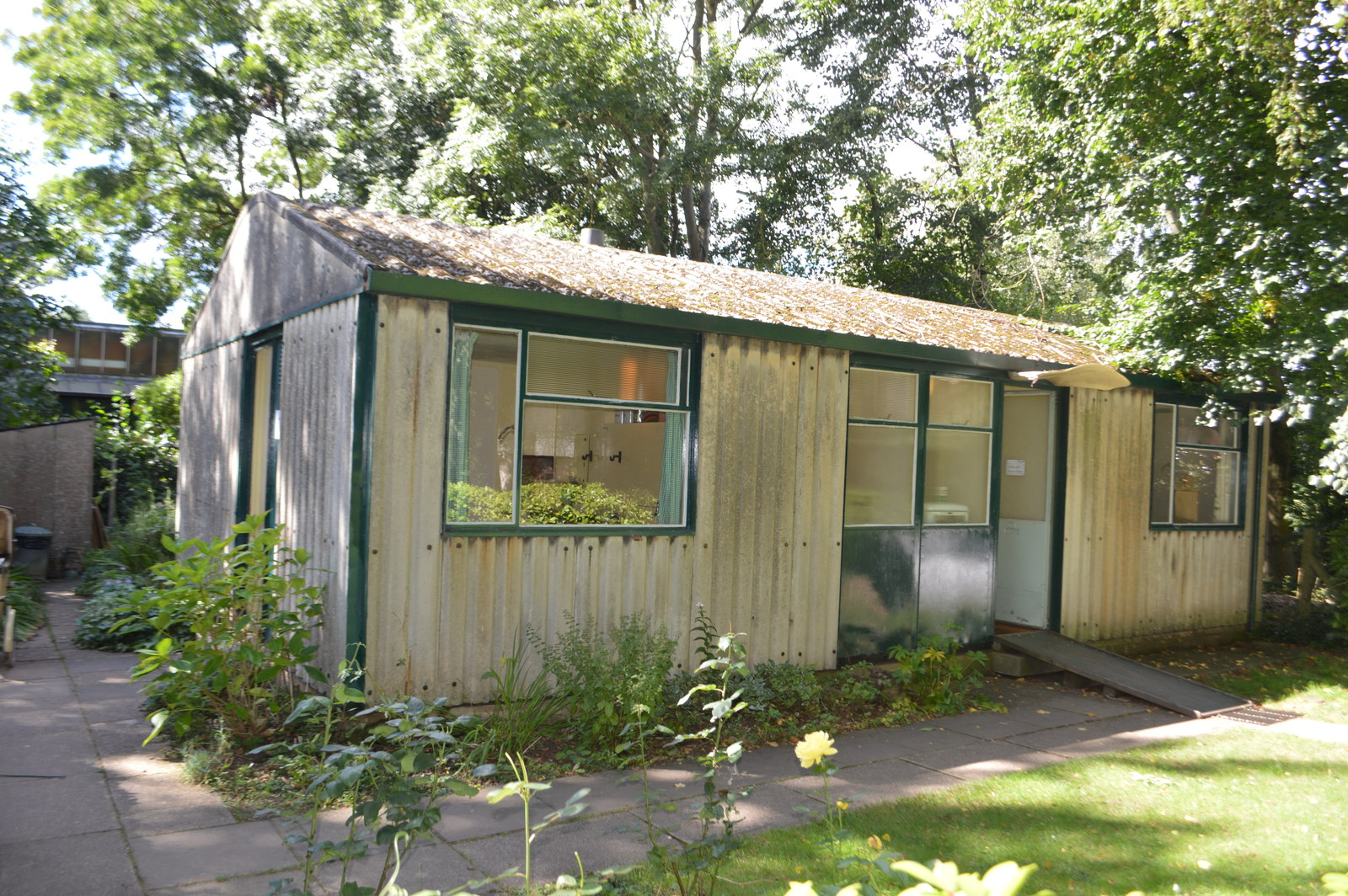
Một ví dụ về tấm lót và vách xi măng-amiăng tại một ngôi nhà tạm thời sau chiến tranh thế giới thứ hai ở châu Âu

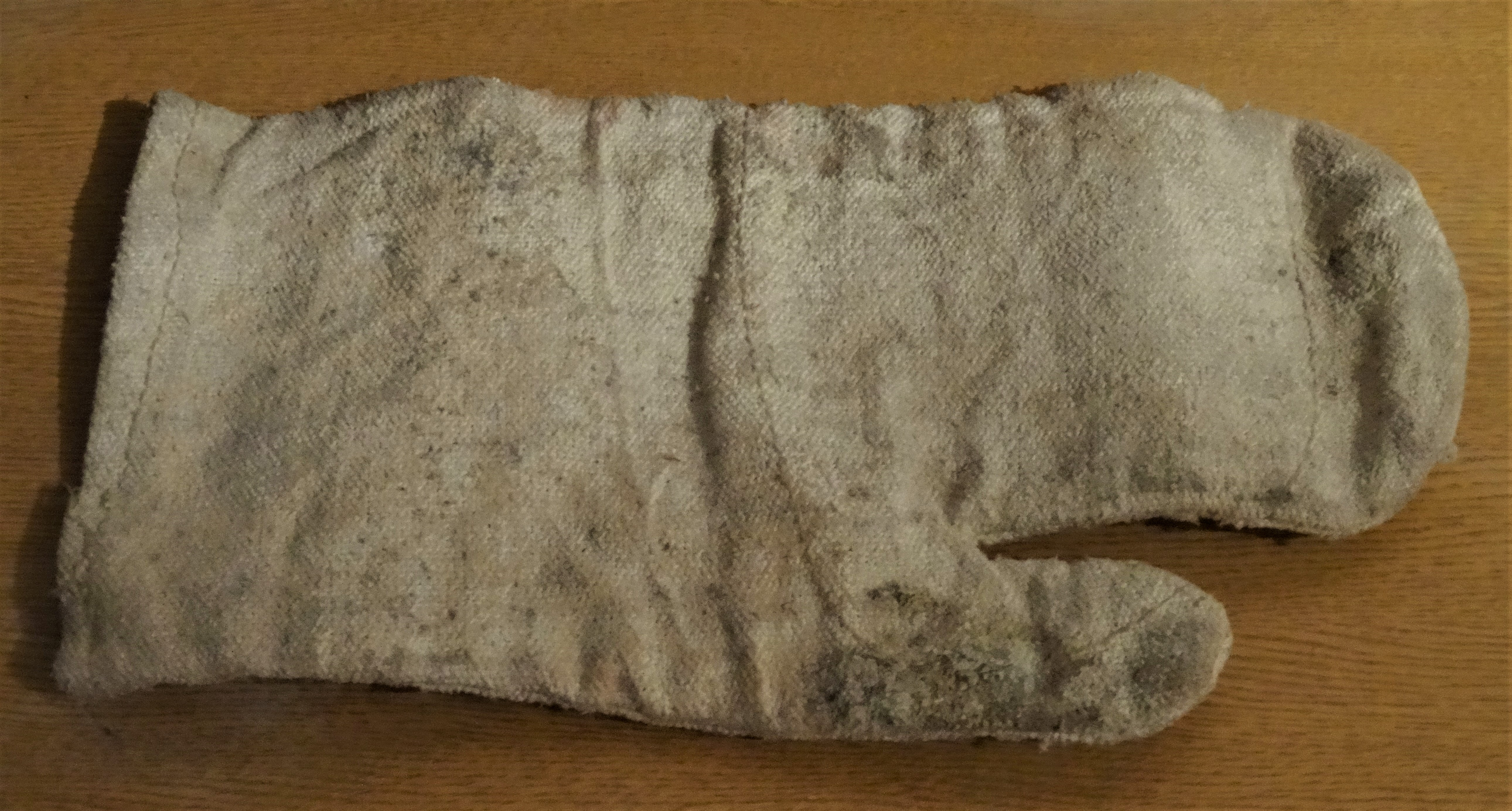
Một găng tay amiăng

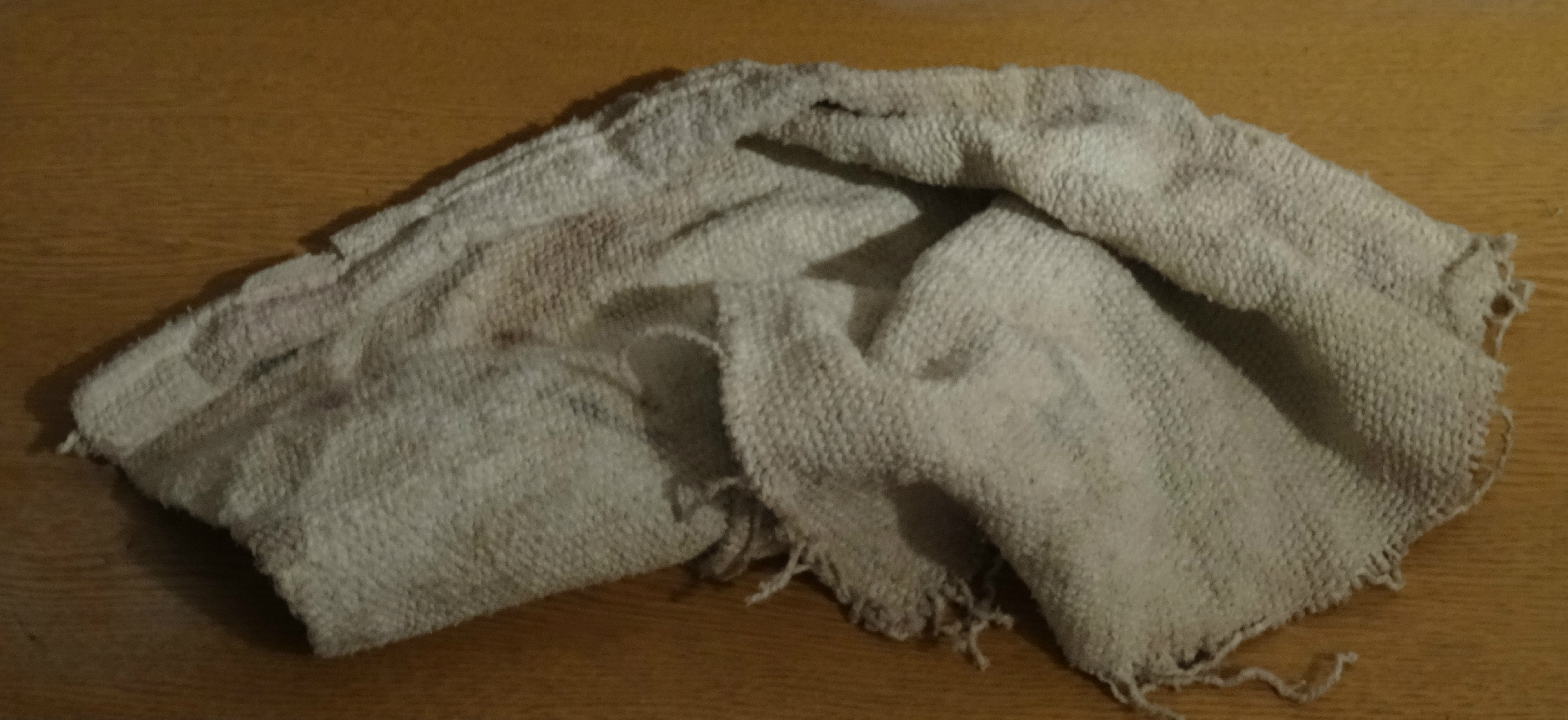
Vải amiăng

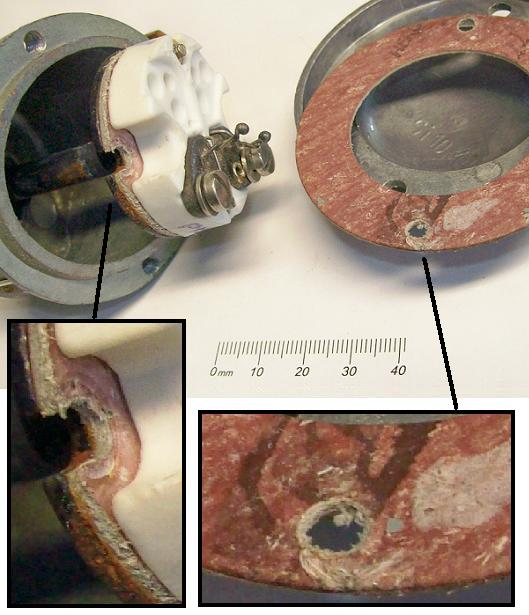
Miếng đệm làm kín giữ nhiệt (bảo ôn) từ amiăng

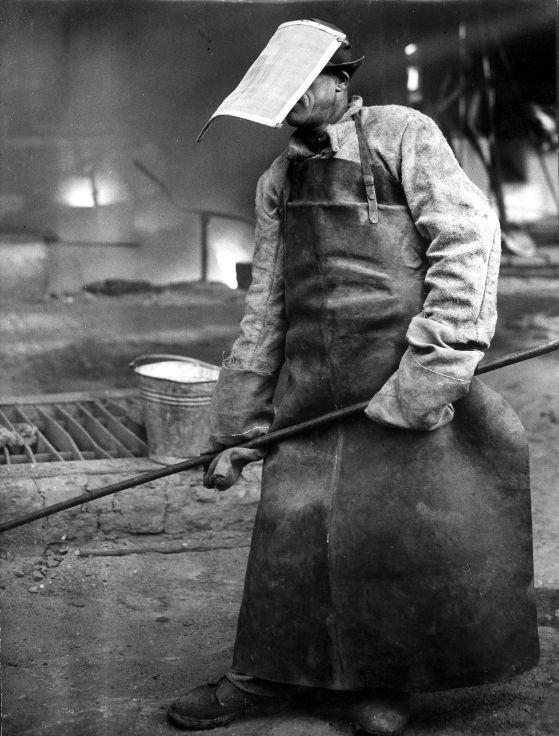
Quần áo bảo hộ chống cháy từ amiăng

- Các màng phân cách clo kiềm được sử dụng để sản xuất clo (hiện tại ở Hoa Kỳ)[46]
- Vách thạch cao và các chất kết nối (bao gồm cả lớp che phủ kết cấu).
- Vữa thạch cao.
- Bộ lọc mặt nạ khí trước thập niên 1960 và bộ lọc mặt nạ khí từ Liên Xô.
- Gạch lát sàn, tấm và keo dán vinyl.
- Hắc ín mái lợp, nỉ, vách và ván lợp[47]
- Bảng, ván ốp, mặt bàn và ống nhãn hiệu "Transite".
- Trần bỏng ngô, còn được gọi là trần âm.
- Mái chống cháy.
- Chất bít kín mối nối.
- Vòng đệm công nghiệp và hàng hải.
- Má phanh và giày.
- Rèm cửa sân khấu.
- Chăn chống cháy.
- Cửa chống cháy bên trong.
- Quần áo chống cháy cho lính cứu hỏa.
- Ống cách nhiệt.
- Bộ lọc để loại bỏ các hạt mịn từ hóa chất, chất lỏng và rượu vang.
- Lớp lót nha khoa.
- Đầu nối ống mềm HVAC.
- Phụ gia dung dịch khoan.

Ở Liên minh châu Âu và Úc, nó đã bị cấm như một mối nguy hiểm tiềm ẩn cho sức khỏe và hoàn toàn không được sử dụng. Nhật Bản đang đi theo hướng tương tự, nhưng với tốc độ chậm hơn.

#### Nhóm amphibol
Amphibol bao gồm amosit (amiăng nâu) và crocidolit (amiăng xanh) trước đây được sử dụng trong nhiều sản phẩm cho đến đầu thập niên 1980. Amiăng Shimolit tạo thành chất gây ô nhiễm của nhiều loại (nếu không phải tất cả) cặn chrysotil có nguồn gốc tự nhiên. Việc sử dụng tất cả các loại amiăng trong nhóm amphibol đã bị cấm ở phần lớn thế giới phương Tây vào giữa thập niên 1980 và ở Nhật Bản vào năm 1995. Một số sản phẩm bao gồm các loại amphibol của amiăng bao gồm:
- Tấm cách nhiệt tỷ trọng thấp (thường được gọi là tấm cách nhiệt AIB hoặc tấm cách nhiệt amiăng) và ngói lợp;
- Ống xi măng amiăng (vẫn được sản xuất ở một số nơi trên thế giới)[50];
- Tấm và ống xi măng amiăng để xây dựng, vỏ cho các dịch vụ cấp nước, điện và viễn thông;
- Vật liệu cách nhiệt và hóa chất (ví dụ: cửa chống cháy, vữa amiăng phun, chất và miếng đệm cách nhiệt).

Nhà sản xuất thuốc lá Lorillard (thuốc lá được lọc của Kent) đã sử dụng amiăng crocidolit trong bộ lọc "Micronite" từ năm 1952 đến 1956.
Trong khi phần lớn sợi amiăng chrysotil đã từng được sử dụng trong má phanh ô tô, giày và đĩa ly hợp, các chất gây ô nhiễm amphibol đã có mặt. Từ khoảng giữa thập niên 1990, má phanh, mới hoặc thay thế, đã được sản xuất thay thế bằng các lớp lót làm từ sợi gốm, cacbon, kim loại và aramid (Twaron hoặc Kevlar, cùng chất liệu được sử dụng trong áo chống đạn).
Tuyết Giáng sinh nhân tạo, được gọi là bông tuyết, trước đây được làm bằng amiăng. Nó được sử dụng để tạo hiệu ứng trong các bộ phim bao gồm Phù thủy xứ Oz và màn hình cửa hàng bách hóa và nó được tiếp thị để sử dụng trong các nhà riêng dưới các nhãn hiệu bao gồm "Pure White", "Snow Drift" và "White Magic".

### Xây dựng

#### Các nước phát triển

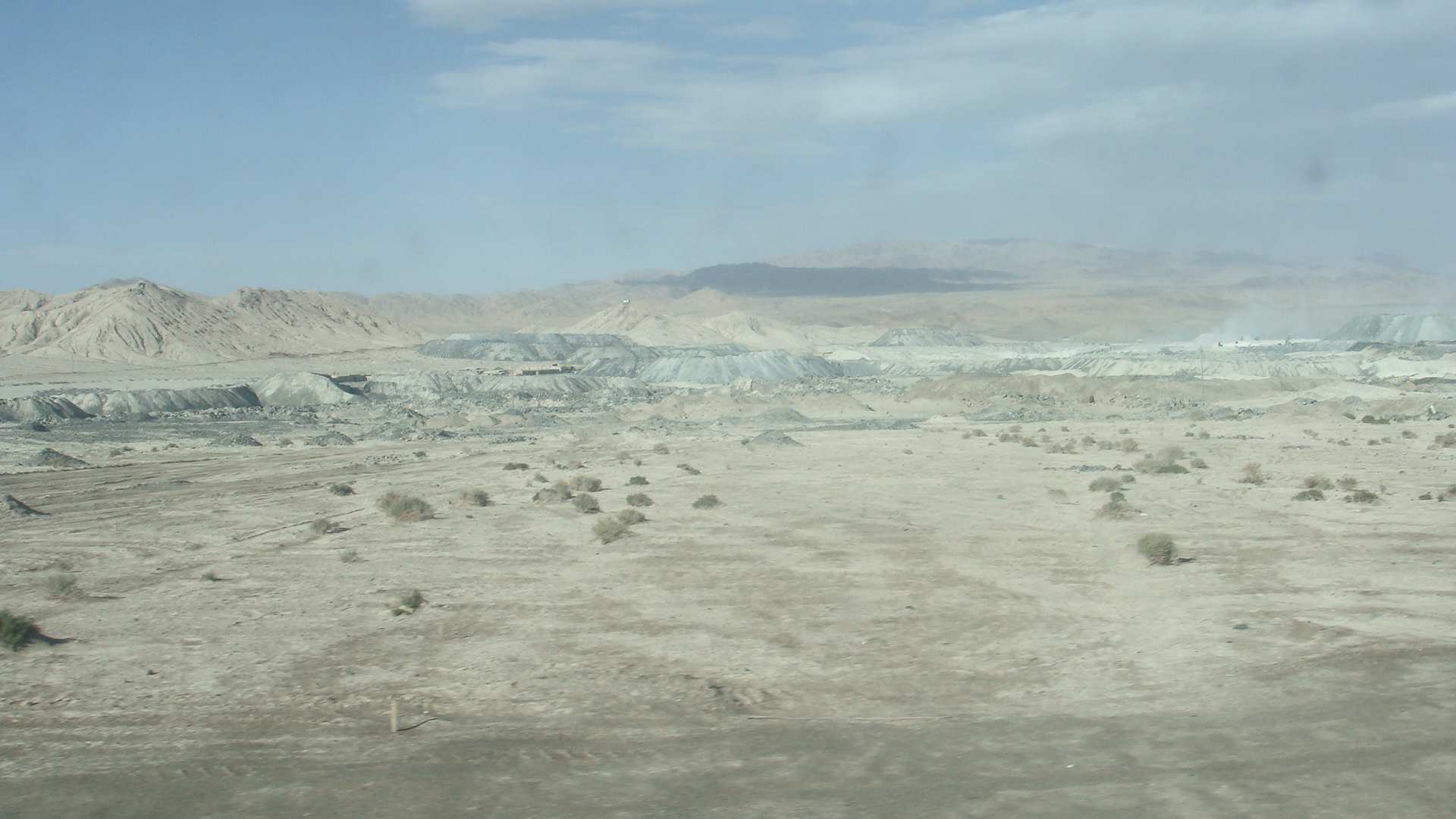
Khai thác mỏ amiăng tại Thanh Hải, Trung Quốc

Việc sử dụng amiăng trong các dự án xây dựng mới đã bị cấm vì lý do sức khỏe và an toàn ở nhiều quốc gia hoặc khu vực phát triển, bao gồm Liên minh châu Âu, Úc, Hồng Kông, Nhật Bản và New Zealand. Một ngoại lệ đáng chú ý là Hoa Kỳ, nơi amiăng tiếp tục được sử dụng trong xây dựng như ống amiăng xi măng. Tòa Phúc thẩm số 5 đã ngăn EPA cấm amiăng vào năm 1991 vì nghiên cứu của EPA cho thấy lệnh cấm sẽ có giá từ 450 đến 800 triệu USD trong khi chỉ cứu được khoảng 200 mạng sống trong khung thời gian 13 năm và EPA không cung cấp bằng chứng đầy đủ cho sự an toàn của các sản phẩm thay thế. Cho đến giữa thập niên 1980, một lượng nhỏ amiăng trắng đã được sử dụng trong sản xuất Artex, một chất hoàn thiện trang trí, tuy nhiên, một số nhà cung cấp Artex ít được biết đến vẫn bổ sung amiăng trắng cho đến năm 1999.
Trước lệnh cấm, amiăng đã được sử dụng rộng rãi trong ngành xây dựng trong hàng ngàn vật liệu. Một số được đánh giá là nguy hiểm hơn những loại khác do lượng amiăng và tính chất dễ vụn của vật liệu. Sơn phủ, cách nhiệt đường ống và bảng cách nhiệt amiăng (AIB) được cho là nguy hiểm nhất do hàm lượng amiăng cao và tính chất dễ vụn của chúng. Nhiều tòa nhà cũ được xây dựng trước cuối thập niên 1990 có chứa amiăng. Ở Hoa Kỳ, có một tiêu chuẩn tối thiểu cho các khảo sát về amiăng như được mô tả bởi Tiêu chuẩn ASTM E 2356-04. Tại Vương quốc Anh, Ban Điều hành An toàn và Sức khỏe đã ban hành hướng dẫn có tên HSG264 mô tả cách hoàn thành các cuộc khảo sát mặc dù các phương pháp khác có thể được sử dụng nếu chúng có thể chứng minh rằng chúng đã đáp ứng các quy định bằng các phương tiện khác. Cơ quan Bảo vệ Môi trường Hoa Kỳ bao gồm một số nhưng không phải tất cả các cơ sở bị nhiễm amiăng trong Danh sách Ưu tiên Quốc gia Superfund (NPL). Việc cải tạo và phá hủy các tòa nhà bị nhiễm amiăng phải tuân theo các quy định NESHAP và OSHA của EPA. Amiăng không phải là vật liệu được bảo vệ dưới sự bảo vệ người mua vô tội của CERCLA. Ở Anh, việc loại bỏ và thải loại amiăng và các chất có chứa nó được bảo vệ theo Quy định về Kiểm soát Amiăng 2006.
Tiêu thụ amiăng của Mỹ đạt mức cao nhất là 804.000 tấn vào năm 1973; nhu cầu amiăng thế giới đạt đỉnh vào khoảng năm 1977, với 25 quốc gia sản xuất gần 4,8 triệu tấn mỗi năm.

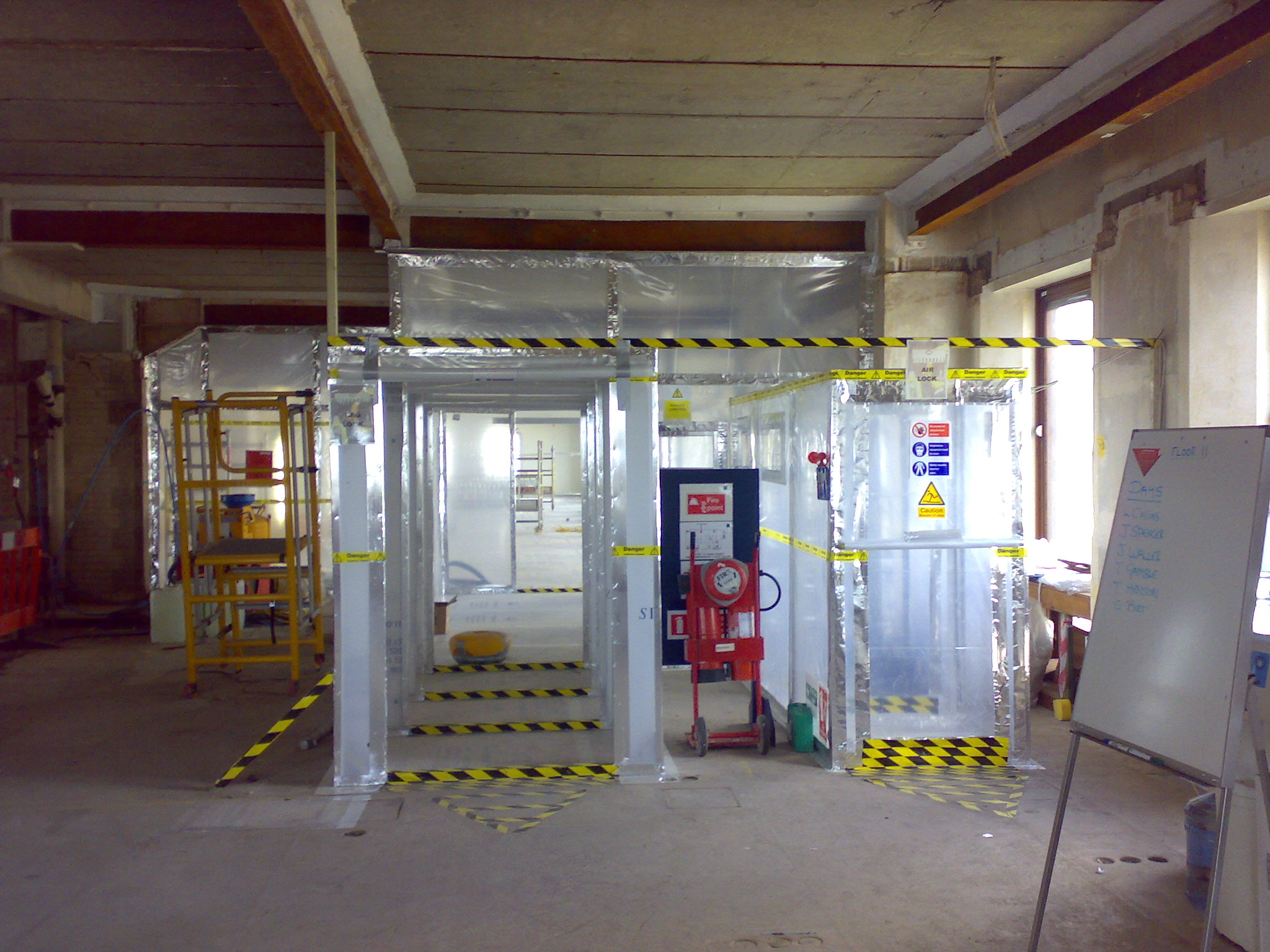
Vỏ bọc tạm thời điển hình của Anh được sử dụng để loại bỏ amiăng

Trong các tòa nhà cũ (ví dụ: những tòa nhà được xây dựng trước năm 1999 ở Anh, trước khi amiăng trắng bị cấm), amiăng vẫn có thể có mặt ở một số khu vực. Nhận thức được các vị trí amiăng làm giảm nguy cơ xáo trộn amiăng.
Việc loại bỏ các thành phần xây dựng chứa amiăng cũng có thể loại bỏ khả năng chống cháy mà chúng cung cấp, do đó các thay thế phòng cháy là cần thiết để bảo vệ chống cháy đúng cách mà amiăng ban đầu cung cấp.

#### Ngoài Châu Âu và Bắc Mỹ
Một số quốc gia, như Ấn Độ, Indonesia, Trung Quốc, Nga và Brasil vẫn tiếp tục sử dụng rộng rãi amiăng. Phổ biến nhất là tấm xi măng amiăng lượn sóng hoặc "tấm A/C" để lợp và làm các bức tường. Hàng triệu nhà ở, nhà máy, trường học, nhà kho và nơi trú ẩn tiếp tục sử dụng amiăng. Việc cắt các tấm này thành các kích thước và khoan lỗ để lắp bu lông 'J' để giữ các tấm vào khung mái được thực hiện tại chỗ. Không có thay đổi đáng kể trong sản xuất và sử dụng các tấm A/C ở các nước đang phát triển sau những hạn chế phổ biến ở các quốc gia phát triển .

#### Các cuộc tấn công 11 tháng 9 năm 2001
Khi Trung tâm Thương mại Thế giới của Thành phố New York sụp đổ sau vụ tấn công ngày 11 tháng 9, Lower Manhattan bị phủ kín trong hỗn hợp các mảnh vụn xây dựng và vật liệu dễ cháy. Hỗn hợp phức tạp này đã làm dấy lên mối lo ngại rằng hàng ngàn cư dân và công nhân trong khu vực sẽ phải đối mặt với các mối nguy hiểm đã biết trong không khí và trong bụi, như amiăng, chì, sợi thủy tinh và bê tông nghiền. Hơn 1.000 tấn amiăng được cho là đã được thả vào không khí sau sự phá hủy của các tòa nhà. Hít phải hỗn hợp amiăng và các chất độc khác được cho là có liên quan đến tỷ lệ tử vong cao bất thường do ung thư của nhân viên dịch vụ khẩn cấp kể từ sau thảm họa. Hàng ngàn người khác hiện đang được cho là có nguy cơ bị ung thư do tiếp xúc với những người đã chết cho đến nay chỉ là "phần nổi của tảng băng chìm". Một số nhà bình luận đã chỉ trích các cơ quan chức năng sử dụng amiăng trong xây dựng của các tòa nhà.
Vào tháng 5 năm 2002, sau nhiều hoạt động dọn dẹp, thu gom bụi và giám sát không khí được EPA, các cơ quan liên bang khác, thành phố New York và bang New York, thành phố New York chính thức yêu cầu hỗ trợ liên bang để dọn dẹp và kiểm tra cư trú tại vùng lân cận của Trung tâm Thương mại Thế giới về amiăng trong không khí.

### Chất gây ô nhiễm amiăng trong các sản phẩm khác

#### Vermiculit
Vermiculit là một silicat magnesi nhôm-sắt hydrat giống như mica. Nó có thể được sử dụng cho nhiều ứng dụng công nghiệp và đã được sử dụng làm vật liệu cách nhiệt. Một số nguồn trầm tích vermiculit đã được tìm thấy bị nhiễm một lượng nhỏ amiăng.
Một mỏ vermiculit được W. R. Grace and Company vận hành ở Libby, Montana khiến công nhân và cư dân cộng đồng gặp nguy hiểm khi khai thác vermiculit bị nhiễm amiăng, điển hình là richterit, winchit, actinolit hoặc tremolit. Vermiculit bị nhiễm amiăng từ mỏ Libby đã được sử dụng làm vật liệu cách nhiệt trong các tòa nhà dân cư và thương mại xuyên suốt Canada và Hoa Kỳ. Vermiculit nhồi đầy của W. R. Grace and Company được bán trên thị trường dưới tên gọi Zonolite nhưng cũng được sử dụng trong các sản phẩm dạng xịt như Monokote.
Năm 1999, EPA bắt đầu nỗ lực dọn dẹp ở Libby và hiện nay khu vực này là khu vực dọn dẹp Superfund. EPA đã xác định rằng amiăng có hại được giải phóng khỏi mỏ cũng như thông qua các hoạt động khác gây xáo trộn đất trong khu vực.

#### Tan

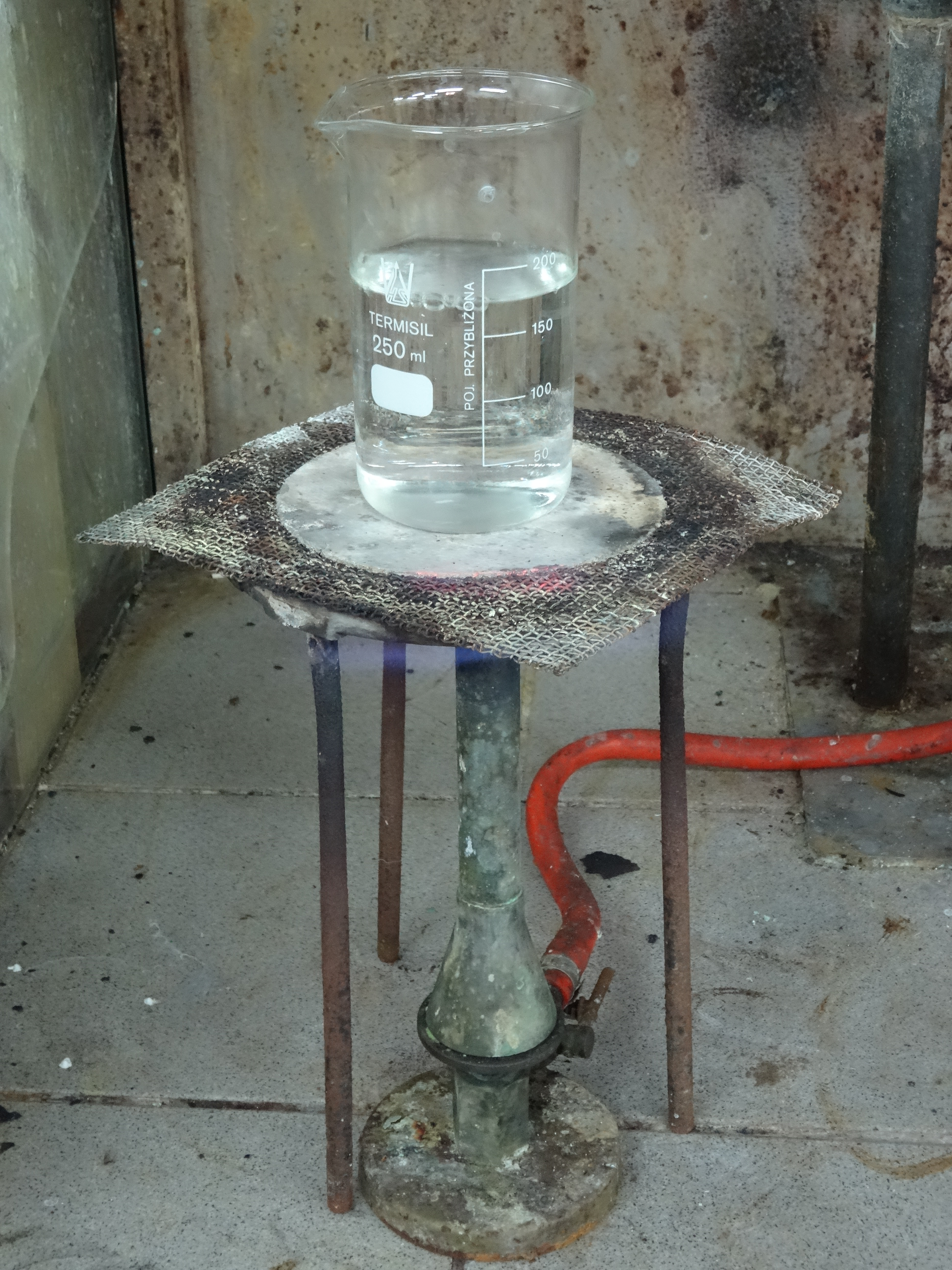
Một thiết bị phân tán nhiệt trong phòng thí nghiệm làm bằng amiăng, trên giá ba chân trên đèn xì Teclu.

Tan (talc) đôi khi có thể bị nhiễm amiăng do sự cận kề của quặng amiăng (thường là tremolit) trong các mỏ tan dưới lòng đất. Năm 1973, luật liên bang Hoa Kỳ yêu cầu tất cả các sản phẩm tan không chứa amiăng, và ngày nay có sự kiểm soát chất lượng nghiêm ngặt trong việc sản xuất các sản phẩm tan, tách tan cấp mỹ phẩm (ví dụ như bột Talcum) khỏi tan cấp công nghiệp (thường được sử dụng trong các sản phẩm ma sát) đã loại bỏ phần lớn vấn đề này cho người tiêu dùng.
Năm 2000, các thử nghiệm trong phòng thí nghiệm kiểm tra amiăng được chứng nhận đã phát hiện dạng tremolit của amiăng amphibol được tìm thấy ở ba trong số tám nhãn hiệu bút chì màu trẻ em phổ biến được sản xuất một phần từ tan: Crayola, Prang và RoseArt. Trong bút chì màu Crayola, các thử nghiệm tìm thấy mức amiăng khoảng 0,05% trong Carnation Pink (hồng cẩm chướng) và 2,86% trong Orchid (hoa lan); trong bút chì màu Prang, phạm vi từ 0,3% trong cây Periwinkle (dừa cạn) đến 0,54% trong Yellow (vàng); trong bút chì màu RoseArt, nó có từ 0,03% trong Brown (nâu) đến 1,20% trong Orange (da cam). Nhìn chung, 32 loại bút chì màu khác nhau từ các nhãn hiệu này từng chứa nhiều hơn lượng amiăng dấu vết và tám loại khác chứa lượng dấu vết. Viện Nghệ thuật và Vật liệu Sáng tạo, một hiệp hội thương mại thử nghiệm sự an toàn của bút chì màu cho các nhà sản xuất, ban đầu khẳng định kết quả kiểm tra là không chính xác, mặc dù sau đó họ nói rằng họ không kiểm tra amiăng. Vào tháng 5 năm 2000, Crayola cho biết các thử nghiệm là của Richard Lee, một nhà phân tích vật liệu có lời tuyên thệ nhân danh ngành công nghiệp amiăng đã được chấp nhận trong các vụ kiện hơn 250 lần, cho thấy bút chì màu của họ đã thử nghiệm âm tính với amiăng. Mặc dù vậy, vào tháng 6 năm 2000, Binney & Smith, nhà sản xuất Crayola và các nhà sản xuất khác đã đồng ý ngừng sử dụng tan trong các sản phẩm của họ và thay đổi công thức sản phẩm của họ tại Hoa Kỳ.
Công ty khai thác mỏ R T Vanderbilt Co ở Godarneur, New York, nơi cung cấp tan cho các nhà sản xuất bút chì, thông báo rằng "theo hiểu biết và niềm tin tốt nhất của chúng tôi" thì không có amiăng trong tan của họ. Tuy nhiên, báo cáo phương tiện truyền thông cho rằng Cục An toàn và Sức khỏe Mỏ Hoa Kỳ (MSHA) đã tìm thấy amiăng trong bốn mẫu tan được thử nghiệm vào năm 2000. Cục trưởng Cục An toàn và Sức khỏe Mỏ sau đó đã viết cho phóng viên tin tức, rằng "Trên thực tế, chữ viết tắt ND (không phát hiện) trong báo cáo phòng thí nghiệm - cho thấy không có sợi amiăng nào thực sự được tìm thấy trong các mẫu." Nhiều nghiên cứu của các nhà hóa học khoáng vật, sinh học tế bào và độc học từ năm 1970 đến năm 2000 không tìm thấy mẫu amiăng nào trong các sản phẩm tan cũng như các triệu chứng phơi nhiễm amiăng trong số các công nhân làm việc với tan,
</ref> nhưng công trình gần đây đã bác bỏ những kết luận này để đổi thành "giống như" rủi ro amiăng.
Vào ngày 12 tháng 7 năm 2018, bồi thẩm đoàn Missouri đã buộc Johnson & Johnson trả kỷ lục 4,69 tỷ đô la cho 22 phụ nữ cáo buộc các sản phẩm làm từ bột tan của công ty, bao gồm cả phấn rôm trẻ em, có chứa amiăng và khiến họ bị ung thư buồng trứng.

## Các loại và sợi liên quan
Sáu loại khoáng vật được Cơ quan Bảo vệ Môi trường Hoa Kỳ (EPA) định nghĩa là "amiăng", bao gồm các loại thuộc nhóm serpentin và các loại thuộc nhóm amphibol. Tất cả sáu loại khoáng vật amiăng được biết là chất gây ung thư ở người. Các sợi có thể nhìn thấy được, mỗi sợi bao gồm hàng triệu "sợi nhỏ" vi thể có thể được giải phóng bằng mài mòn và các quá trình khác.

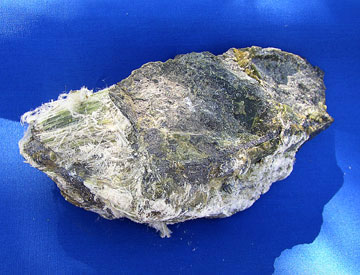
Amiăng Chrysotil
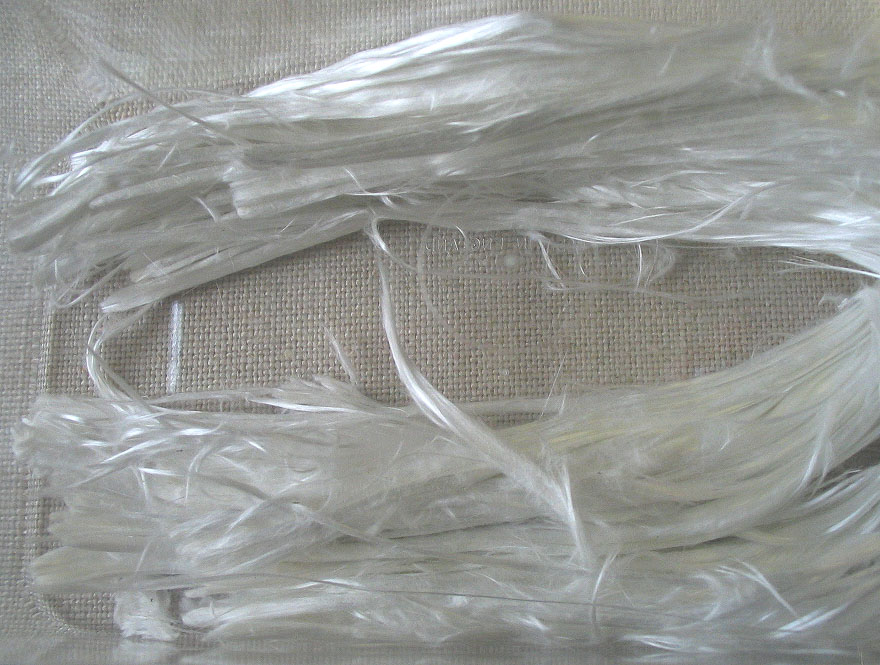
Sợi amiăng
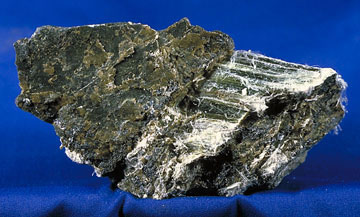
Amiăng
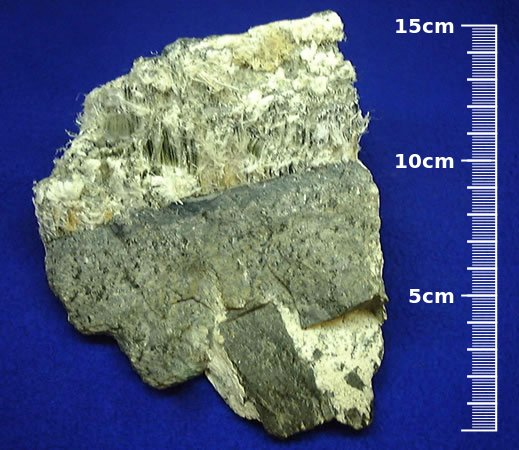
Amiăng
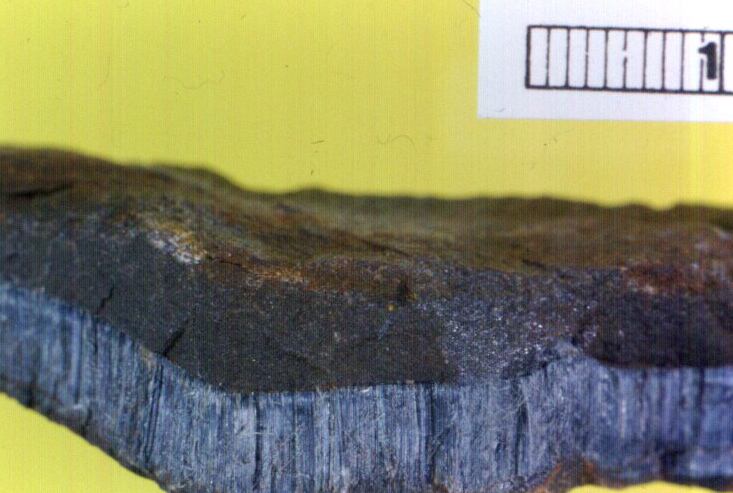
Amiăng xanh (crocidolit). Thước kẻ là 1   cm.
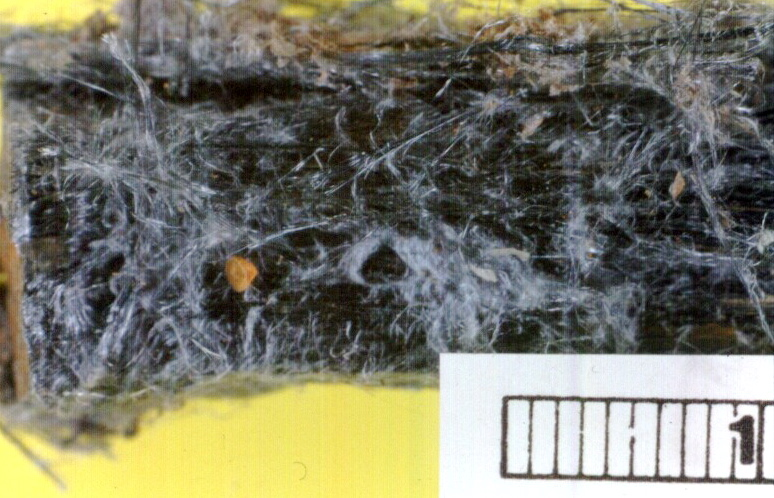
Amiăng xanh, được gỡ ra cho thấy bản chất sợi của khoáng vật

### Serpentin
Sợi lớp Serpentin là xoăn. Chrysotil là thành viên duy nhất của lớp serpentin. 

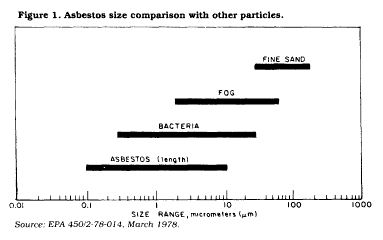
Kích thước sợi amiăng so với các hạt khác (USEPA, tháng 3 năm 1978)

#### Chrysotil
Chrysotil, CAS số 12001-29-5, được lấy từ các loại đá serpentinit phổ biến trên toàn thế giới. Công thức hóa học lý tưởng hóa của nó là Mg3(Si2O5) (OH)4. Chrysotil xuất hiện dưới kính hiển vi dưới dạng sợi trắng.
Chrysotil đã được sử dụng nhiều hơn bất kỳ loại nào khác và chiếm khoảng 95% amiăng được tìm thấy trong các tòa nhà ở Mỹ. Chrysotil linh hoạt hơn các loại amphibol của amiăng, và có thể được kéo thành sợi và dệt thành vải. Sử dụng phổ biến nhất là lợp xi măng amiăng lượn sóng chủ yếu cho ngoài nhà, nhà kho và nhà để xe. Nó cũng có thể được tìm thấy trong các tấm hoặc bảng được sử dụng cho trần nhà và đôi khi cho các bức tường và sàn nhà. Chrysotil từng là một thành phần trong chất nối và một số vữa thạch cao. Nhiều vật phẩm khác đã được chế tạo có chứa amiăng trắng bao gồm lót phanh, vật cản lửa trong các hộp cầu chì, cách nhiệt đường ống, gạch lát sàn, ván lợp dân dụng và gioăng cho thiết bị nhiệt độ cao.

### Amphibol
Sợi lớp amphibol là hình kim. Amosit, crocidolit, tremolit, anthophyllit và actinolit là thành viên của lớp amphibol.

#### Amosit
Amosit, số CAS 12172-73-5, thường được gọi là amiăng nâu, là tên thương mại của amphibol thuộc chuỗi dung dịch rắn cummingtonit - grunerit, thường là từ Nam Phi, được đặt tên là một từ viết tắt một phần của "Các mỏ amiăng Nam Phi". Một công thức được đưa ra cho amosit là Fe7Si8O22(OH)2. Amosit được nhìn thấy dưới kính hiển vi như là sợi dạng thủy tinh màu trắng xám. Nó được tìm thấy thường xuyên nhất như một chất chống cháy trong các sản phẩm cách nhiệt, tấm cách nhiệt amiăng và ngói lợp.

#### Crocidolit
Crocidolit, số CAS 12001-28-4, thường được gọi là amiăng xanh, là dạng sợi của amphibol riebeckit, được tìm thấy chủ yếu ở miền nam châu Phi, nhưng cũng có ở Úc và Bolivia. Một công thức được đưa ra cho crocidolit là Na2FeII
3FeIII
2Si8O22(OH)2. Crocidolit được nhìn dưới kính hiển vi dưới dạng sợi màu xanh.
Crocidolit thường xuất hiện như là sợi mềm dễ vụn. Amphibol dạng amiăng cũng có thể xuất hiện dưới dạng sợi mềm dễ vụn nhưng một số loại như amosit thường thẳng hơn. Tất cả các dạng của amiăng là dạng sợi ở chỗ chúng bao gồm các sợi có chiều rộng nhỏ hơn 1 micromet trong các bó có chiều rộng rất lớn. Amiăng có sợi đặc biệt mịn cũng được gọi là "amianthus".

#### Vật liệu khác

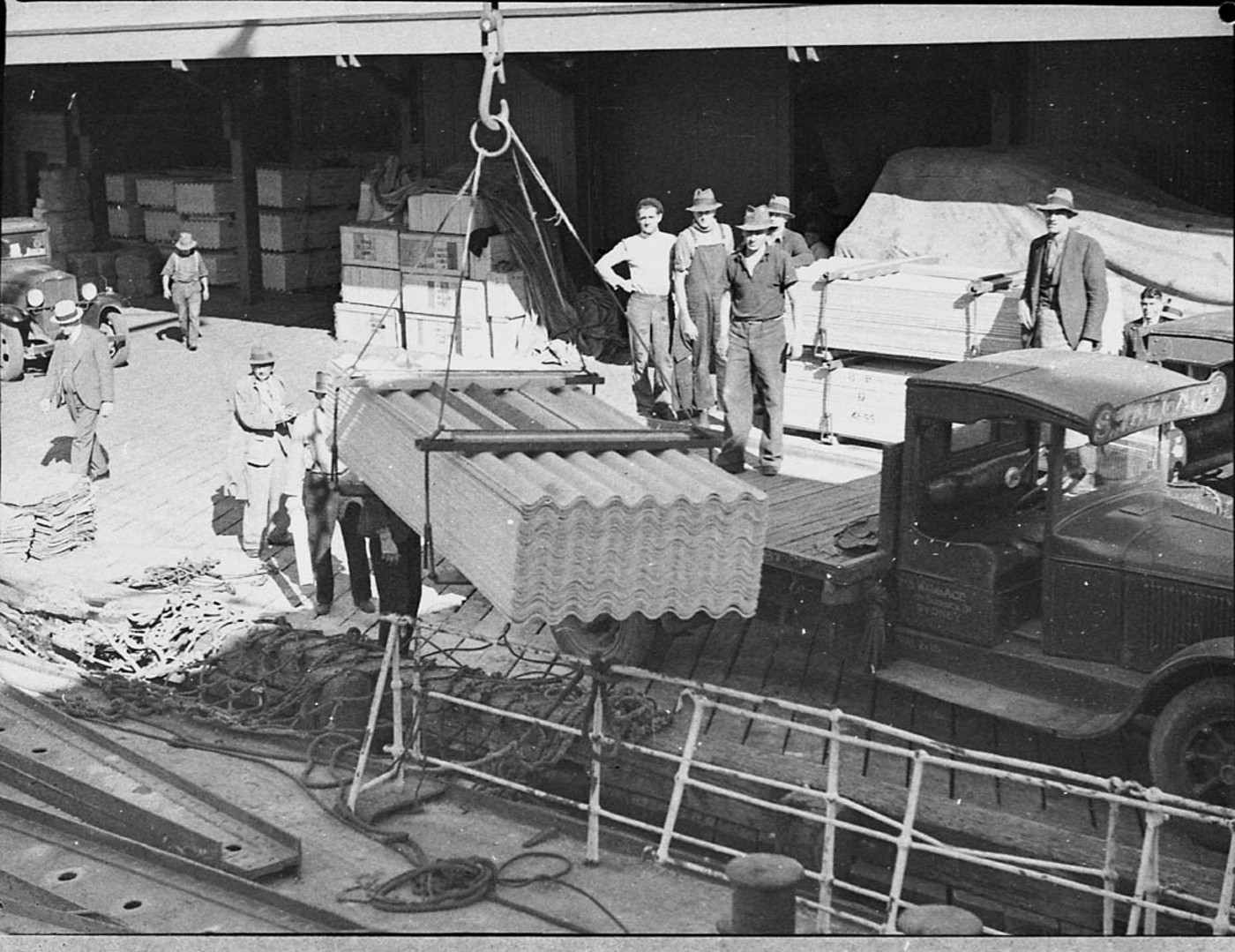
Asbestos Products Ltd xuất khẩu amiăng

Các khoáng vật amiăng được quy định khác, chẳng hạn như amiăng tremolit, số CAS 77536-68-6, Ca2Mg5Si8O22(OH)2; amiăng actinolit, số CAS 77536-66-4, Ca2(Mg, FeII)5(Si8O22)(OH)2; và amiăng anthophyllit, số CAS 77536-67-5, (Mg, FeII)7Si8O22(OH)2; ít được sử dụng trong công nghiệp nhưng vẫn có thể được tìm thấy trong nhiều loại vật liệu xây dựng và vật liệu cách nhiệt và đã được sử dụng trong một vài sản phẩm tiêu dùng.
Các khoáng vật dạng amiăng tự nhiên khác, như richterit, Na(CaNa)(Mg,FeII)5Si8O22)(OH)2, và winchit, (CaNa)Mg4(Al,FeIII)(Si8O22)(OH)2, mặc dù không được quy định, nhưng một số người cho rằng có hại không kém tremolit, amosit hoặc crocidolit. Chúng được gọi là "dạng amiăng" chứ không phải amiăng. Mặc dù Cơ quan An toàn và Sức khỏe Nghề nghiệp Hoa Kỳ (OSHA) đã không đưa chúng vào tiêu chuẩn amiăng, nhưng NIOSH và Hiệp hội Lồng ngực Hoa Kỳ đã khuyến nghị đưa chúng vào làm vật liệu chịu quy định vì chúng cũng có thể gây nguy hiểm cho sức khỏe.

## Sản xuất

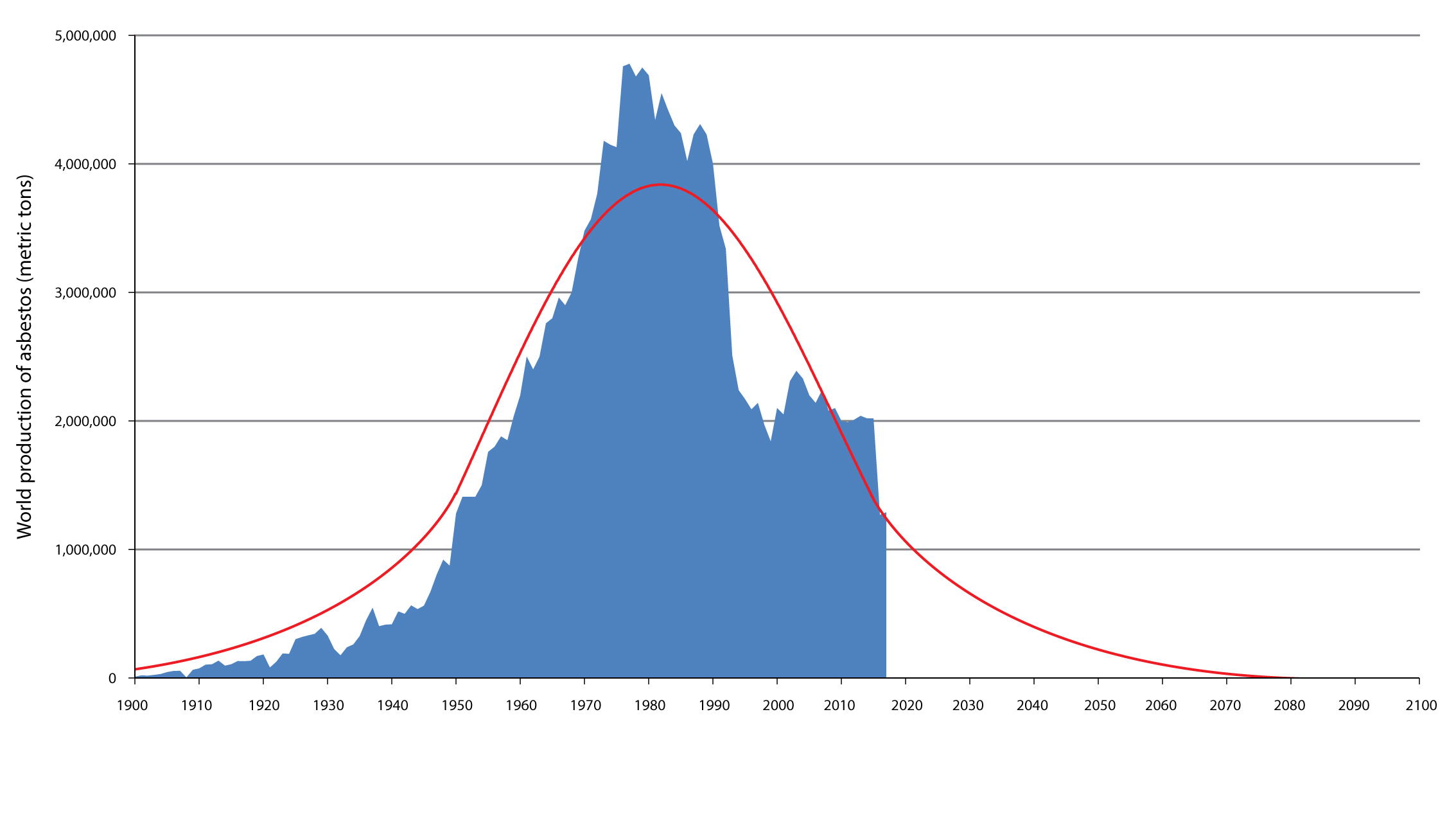
Sản xuất amiăng thế giới (tấn) từ năm 1900 đến nay, bao gồm cả một đường xu hướng.

Năm 2009, khoảng 9% sản lượng amiăng của thế giới được khai thác ở Canada. Vào cuối năm 2011, hai mỏ amiăng còn lại của Canada, đều ở Quebec, đã ngừng hoạt động. Vào tháng 9 năm 2012, chính quyền Quebec đã dừng hoạt động khai thác amiăng.
Trong năm 2015, 2 triệu tấn amiăng đã được khai thác trên toàn thế giới. Nga là nhà sản xuất lớn nhất với khoảng 55% tổng số thế giới, tiếp theo là Trung Quốc (20%), Brasil (15,6%) và Kazakhstan (10,8%). Châu Á tiêu thụ khoảng 70% amiăng được sản xuất trên thế giới, với Trung Quốc, Ấn Độ và Indonesia là những nước tiêu thụ lớn nhất.
|  |

|  |

|  |

|  |

|  |

|  |

|  |

|  |

|  |

|  |

|  |

|  |

## Ảnh hưởng sức khỏe

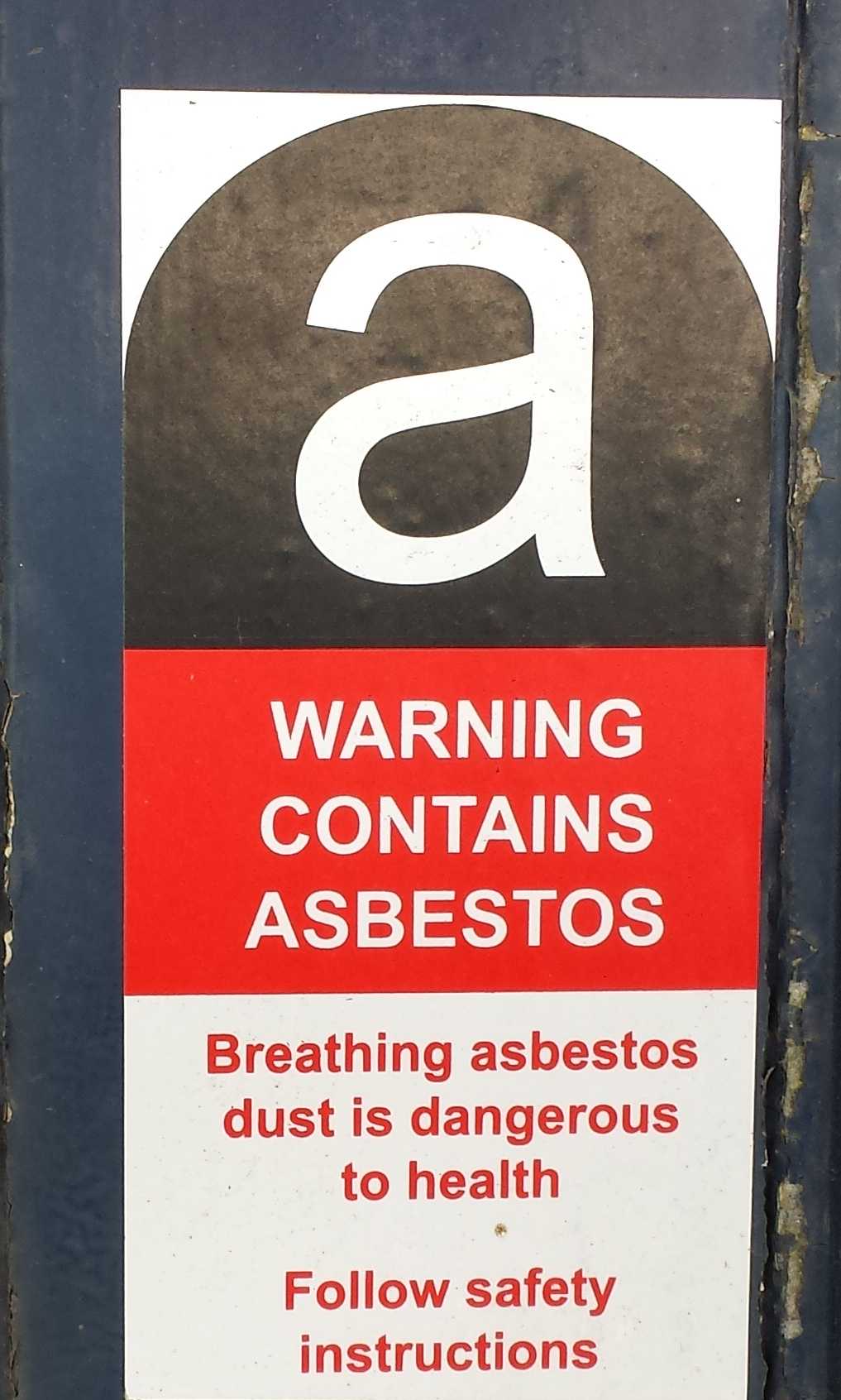
Nhãn cảnh báo amiăng.

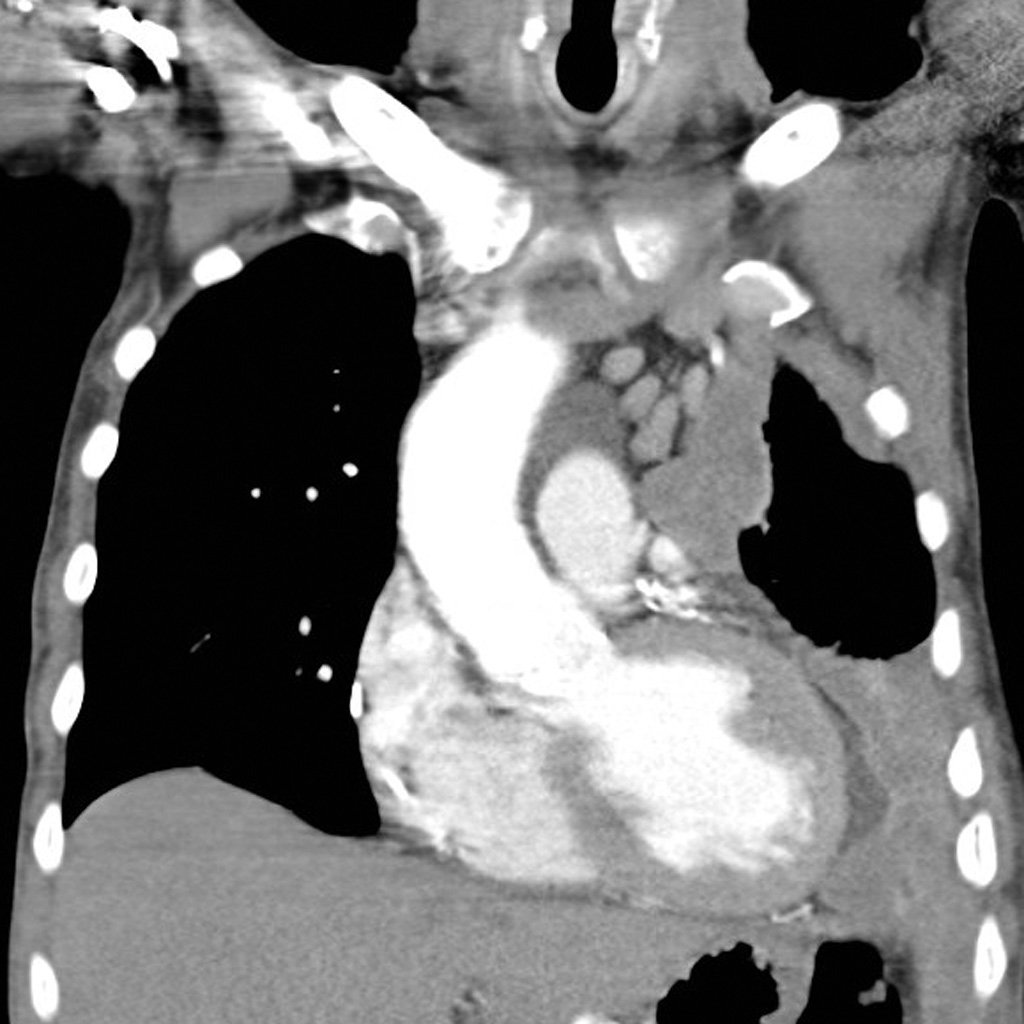
U trung biểu mô bên trái (nhìn bên phải hình ảnh): CT ngực

Tất cả các loại sợi amiăng được biết là gây nguy hiểm nghiêm trọng cho sức khỏe ở người. Amosit và crocidolit được coi là loại sợi amiăng nguy hiểm nhất; tuy nhiên, amiăng chrysotil cũng đã tạo ra các khối u ở động vật và là nguyên nhân được công nhận của bệnh bụi phổi amiăng và u trung biểu mô ở người, và u trung biểu mô đã được quan sát thấy ở những người phơi nhiễm nghề nghiệp với chrysotil, các thành viên gia đình của những người phơi nhiễm nghề nghiệp và những cư dân sống gần các nhà máy và mỏ amiăng.
Trong thập niên 1980 và một lần nữa vào thập niên 1990, người ta cho rằng quá trình sản xuất xi măng amiăng có thể "vô hiệu hóa" amiăng, hoặc là thông qua các quá trình hóa học hoặc là bởi xi măng bám vào các sợi và thay đổi kích thước vật lý của chúng; tuy nhiên các nghiên cứu sau đó cho thấy điều này là không đúng sự thật, và xi măng amiăng hàng chục năm tuổi khi bị phá vỡ giải phóng các sợi amiăng giống y hệt với các sợi được tìm thấy trong tự nhiên, không có sự thay đổi nào có thể phát hiện được.
Tiếp xúc với amiăng dưới dạng sợi luôn được coi là nguy hiểm. Làm việc với, hoặc tiếp xúc với vật liệu dễ vụn, hoặc vật liệu hoặc công trình có thể gây giải phóng sợi amiăng lỏng lẻo, được coi là rủi ro cao. Nói chung, những người bị bệnh do hít phải amiăng thường xuyên bị phơi nhiễm trong công việc mà họ làm việc trực tiếp với vật liệu này.
Các bệnh phổ biến nhất liên quan đến phơi nhiễm mạn tính với amiăng là bụi phổi amiăng và u trung biểu mô.

## Quy định

### Quốc gia cho phép sử dụng
Bên cạnh việc đã cấm amiang màu trên phạm vi toàn cầu, hiện nay 139 quốc gia đang cho phép sử dụng amiăng trắng. Đặc biệt, một số quốc gia đã từng cấm sử dụng amiang trắng nhưng sau đó đã phải gỡ bỏ lệnh cấm do không có bằng chứng khoa học và nhu cầu của người dân còn sử dụng rất nhiều, trong đó có: Singapore (bỏ cấm vào 10/2010), Mông Cổ (8/2012), Ukraina (7/2017).

#### Hoa Kỳ

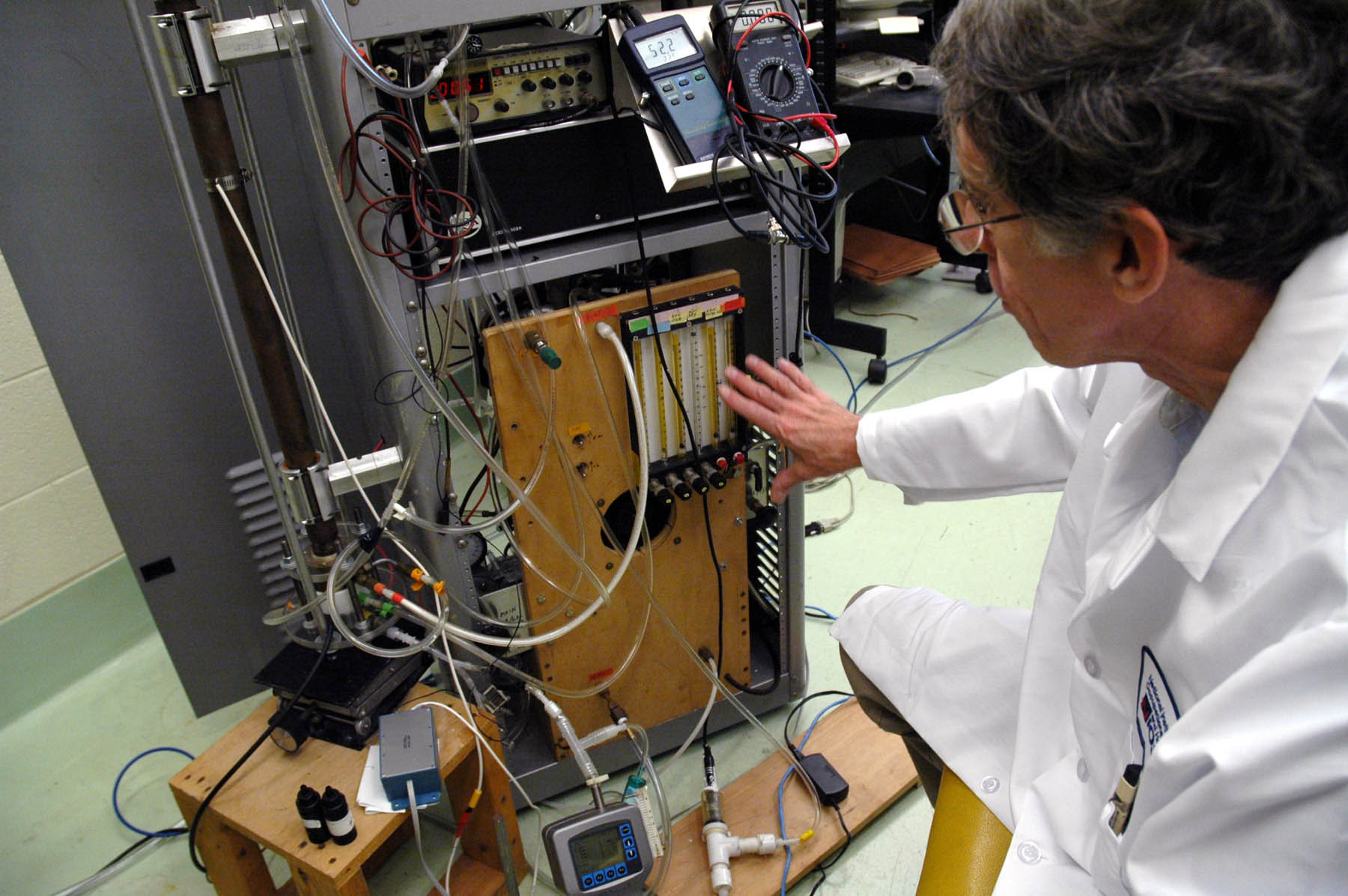
Nhà nghiên cứu sử dụng bộ phân loại chiều dài sợi để sản xuất sợi amiăng được chọn theo chiều dài cho nghiên cứu độc tính.

Hoa Kỳ vẫn là một trong các nước phát triển không cấm amiăng, nó là hợp pháp và vẫn được sử dụng rộng rãi trong các sản phẩm được sử dụng phổ biến như quần áo, bọc lót đường ống, gạch lát sàn vinyl, bìa cứng, đường ống xi măng, má phanh, vòng đệm và lớp che phủ mái.
Năm 1989 EPA đã ban hành Quy tắc cấm và loại bỏ amiăng, nhưng năm 1991 những người ủng hộ ngành công nghiệp amiăng đã thách thức và lật ngược lệnh cấm trong một vụ kiện mang tính bước ngoặt: Phụ kiện chống ăn mòn vs Cơ quan bảo vệ môi trường. Mặc dù vụ việc đã dẫn đến một số chiến thắng nhỏ cho quy định về amiăng, EPA cuối cùng đã không chấm dứt sử dụng amiăng. Phán quyết này để lại nhiều sản phẩm tiêu dùng vẫn có thể chứa hợp pháp một lượng amiăng. Để làm rõ các sản phẩm có chứa amiăng hợp pháp, hãy đọc tuyên bố làm rõ của EPA.
Năm 2010, Tiểu bang Washington đã cấm amiăng trong phanh ô tô bắt đầu từ năm 2014. Cơ quan quản lý an toàn và sức khỏe nghề nghiệp (OSHA), đã đặt giới hạn 100.000 sợi với độ dài bằng hoặc lớn hơn 5 µm trên mỗi mét khối không khí nơi làm việc cho ca làm việc tám giờ và tuần làm việc 40 giờ.
Ngày 17 tháng 6 năm 2019, Cơ quan Bảo vệ Môi trường Hoa Kỳ (EPA) đã công bố bộ quy tắc cuối cùng về các sản phẩm có chứa amiăng tại Mỹ. Dựa trên những nghiên cứu chuyên sâu ở Hoa Kỳ, các tổ chức nước ngoài và các hoạt động can thiệp đã xảy ra ở Hoa Kỳ, EPA kết luận rằng các sản phẩm ống và tấm amiăng xi măng nên được đưa vào bộ quy tắc cuối cùng của Quy tắc với ứng dụng mới (SNUR). Đây là một thông tin quan trọng và mang tính tích cực. Những điều cần chú ý trong bộ quy tắc SNUR là:
1. EPA sẽ không đưa ra bất kỳ lệnh cấm nào với các sản phẩm ống nước và tấm amiăng xi-măng tại Hoa Kỳ.
2. Sẽ không có thêm hoạt động đánh giá rủi ro cho sản phẩm ống và tấm amiang xi măng nào được thực hiện.
3. Từ thời điểm này, yêu cầu duy nhất để bắt đầu việc sản xuất hay nhập khẩu ống và tấm amiăng xi măng đó là cần phải có sự cho phép của EPA. Đây cũng là quy trình đã tồn tại từ năm 1991 đến nay.

#### Việt Nam
Ở Việt Nam, amiăng không bị cấm và vẫn được sử dụng rộng rãi. Việt Nam là một trong 10 nước sử dụng amiăng nhiều nhất thế giới với lượng nhập khẩu hằng năm khoảng 65.000-70.000 tấn amiăng trắng, Amiăng trắng hiện đang được pháp luật Việt Nam cho phép sử dụng có điều kiện tại các văn bản: Luật Hóa chất (Khoản 1, Điều 8 Nghị định số 113/2017/NĐ-CP); Luật số 3/2016/QH13 Luật sửa đổi Điều 6 và phụ lục số 4 về danh mục ngành, nghề kinh doanh có điều kiện của Luật Đầu tư; Luật Chuyển giao công nghệ (Nghị định số 76/2018/NĐ-CP ngày 15/5/2018); Khoản 1, Điều 7 Luật doanh nghiệp số 68/2014/QH13; Điều 32, Nghị định 24a/2016/NĐ-CP về quản lý vật liệu xây dựng; Khoản 12, điều 2, Nghị định 81/2017/NĐ-CP; Khoản 8 Điều 2 Nghị định số 98/2017/NĐ-CP.
Khoảng 90% lượng amiang nhập khẩu được dùng để sản xuất khoảng 100 triệu m² tấm lợp fibrô - xi măng (amiăng-ximăng). Do đây là loại sản phẩm có độ bền cao, chống chịu tốt với thời tiết khắc nghiệt và có giá thành phù hợp với người dân nên tấm lợp fibro xi-măng vẫn đang được sản xuất và sử dụng nhiều, đặc biệt ở vùng sâu vùng xa, miền núi và hải đảo. Amiăng cũng có mặt ở một số vật liệu/sản phẩm khác như: Cách nhiệt, cách điện, chống cháy, má phanh, tấm trần cách nhiệt, các sản phẩm của hệ thống bảo ôn (đệm giữ nhiệt, giữ lạnh).
Trong dự án Điều chỉnh quy hoạch tổng thể phát triển vật liệu xây dựng đến năm 2020, định hướng đến năm 2030 do Bộ Xây dựng trình Chính phủ tháng 1-2014 vẫn đề nghị tiếp tục sử dụng amiăng trắng lâu dài.

### Các quốc gia cấm hoàn toàn

#### Australia
Việc sử dụng amiăng crocidolit (màu xanh) đã bị cấm vào năm 1967, trong khi việc sử dụng amiăng amosit (màu nâu) vẫn tiếp tục trong ngành xây dựng cho đến giữa thập niên 1980. Cuối cùng, nó đã bị cấm trong các sản phẩm xây dựng vào năm 1989, mặc dù nó vẫn còn trong các vòng đệm và lót phanh cho đến ngày 31 tháng 12 năm 2003, và không được nhập khẩu, sử dụng hay tái chế.
Amiăng tiếp tục là một vấn đề. 2/3 số lượng nhà tại Úc được xây dựng giữa Thế chiến II và đầu thập niên 1980 vẫn chứa amiăng.
Liên minh đại diện cho công nhân được giao nhiệm vụ sửa đổi hộp công tơ điện tại các nơi cư trú nói rằng công nhân nên từ chối thực hiện công việc này cho đến khi các hộp này được kiểm tra amiăng, và người đứng đầu Hội đồng Công đoàn Úc (ACTU) đã kêu gọi Chính phủ bảo vệ công dân của mình bằng cách loại bỏ amiăng vào năm 2030.
Người xử lý vật liệu amiăng phải có giấy phép B-Class cho amiăng kết dính và giấy phép A-Class cho amiăng dễ vụn.
Thị trấn Wittenoom, ở Tây Úc được xây dựng xung quanh một mỏ amiăng (màu xanh). Toàn bộ thị trấn tiếp tục bị ô nhiễm và đã bị phá hủy, cho phép chính quyền địa phương xóa các tham chiếu đến Wittenoom khỏi bản đồ và các biển chỉ đường.

#### Canada
Ở Canada, amiăng từng được khai thác và được sử dụng rộng rãi, mặc dù việc sử dụng nó đã giảm từ giữa thập niên 1970 và đầu thập niên 1980. Các sản phẩm có chứa amiăng được điều chỉnh theo Quy định về Sản phẩm Amiăng (SOR 2007/260).
Từ ngày 31 tháng 12 năm 2018, việc nhập khẩu, sản xuất, bán, trao đổi hoặc sử dụng các sản phẩm làm từ amiăng là bất hợp pháp. Có những miễn trừ cho việc sử dụng nó trong ngành công nghiệp clo-kiềm, quân đội, cơ sở hạt nhân và khai thác magiê từ dư lượng khai thác amiăng.

#### Nhật Bản
Những tiết lộ rằng hàng trăm công nhân đã chết ở Nhật Bản trong vài thập kỷ trước vì các bệnh liên quan đến amiăng đã gây ra một vụ bê bối vào giữa năm 2005. Vào năm 1971, Tokyo đã ra lệnh cho các công ty xử lý amiăng phải lắp đặt thiết bị thông gió và kiểm tra sức khỏe định kỳ; tuy nhiên, chính phủ Nhật Bản đã không cấm crocidolit và amosit cho đến năm 1995, và lệnh cấm gần như hoàn toàn với một vài ngoại lệ đối với amiăng đã được thực hiện vào năm 2006, với các ngoại lệ còn lại đã được gỡ bỏ vào tháng 3 năm 2012 để có một lệnh cấm hoàn toàn.

#### New Zealand
Năm 1984, việc nhập khẩu amiăng amphibol thô (xanh và nâu) vào New Zealand đã bị cấm. Năm 2002, việc nhập khẩu amiăng chrysotil (trắng) cũng bị cấm. Năm 2015, chính phủ tuyên bố rằng việc nhập khẩu amiăng sẽ bị cấm hoàn toàn với các ngoại lệ rất hạn chế (dự kiến sẽ được áp dụng để thay thế các bộ phận của các máy móc cũ) sẽ được xem xét trong từng trường hợp cụ thể.
Phía tây bắc Nelson, ở Thung lũng Takaka Thượng là mỏ amiăng được khai thác thương mại duy nhất của New Zealand. Chrysotil phẩm cấp thấp được khai thác ở đây từ năm 1908 đến năm 1917 nhưng chỉ có 100 tấn được rửa sạch và chuyển đi bằng ngựa thồ. Một đường cấp điện mới cho phép công việc được hồi phục và từ năm 1940 đến năm 1949, 40 tấn mỗi tháng đã được Công ty Hume khai thác. Điều này tiếp tục cho đến năm 1964, do độ dài của sợi ngắn, khả năng thương mại hạn chế buộc phải ngừng khai thác.

#### Hàn Quốc
Vào tháng 5 năm 1997, việc sản xuất và sử dụng crocidolit và amosit, thường được gọi là amiăng xanh và nâu, đã bị cấm hoàn toàn ở Hàn Quốc. Vào tháng 1 năm 2009, lệnh cấm hoàn toàn đối với tất cả các loại amiăng đã xảy ra khi chính phủ cấm sản xuất, nhập khẩu, buôn bán, lưu trữ, vận chuyển hoặc sử dụng amiăng hoặc bất kỳ chất nào có chứa trên 0,1% amiăng. Năm 2011, Hàn Quốc đã trở thành quốc gia thứ sáu trên thế giới ban hành đạo luật hỗ trợ do thiệt hại từ amiăng, cho phép bất kỳ công dân Hàn Quốc nào được chăm sóc y tế trọn đời cũng như thu nhập hàng tháng từ chính phủ nếu được chẩn đoán mắc bệnh liên quan đến amiăng.

#### Vương quốc Anh
Tại Vương quốc Anh, các vật liệu amiăng xanh và nâu đã bị cấm hoàn toàn vào năm 1985 trong khi việc nhập khẩu, buôn bán và tái sử dụng amiăng trắng đã bị cấm vào năm 1999. Quy định Kiểm soát Amiăng năm 2012 nêu rõ rằng chủ sở hữu các tòa nhà không phải nhà ở (ví dụ: nhà máy và văn phòng) có "nghĩa vụ quản lý" amiăng tại cơ sở bằng cách tự nhận biết sự hiện diện của nó, đảm bảo vật liệu không bị hư hỏng và loại bỏ khi cần thiết. Chủ lao động, ví dụ các công ty xây dựng, với công nhân của họ có thể tiếp xúc với amiăng, phải đào tạo về amiăng hàng năm cho công nhân của họ.

#### Liên minh châu Âu
Ở Liên minh châu Âu, vật liệu amiăng đã bị cấm như một mối nguy hiểm tiềm ẩn cho sức khỏe và hoàn toàn không được sử dụng.

## Thay thế cho amiăng trong xây dựng

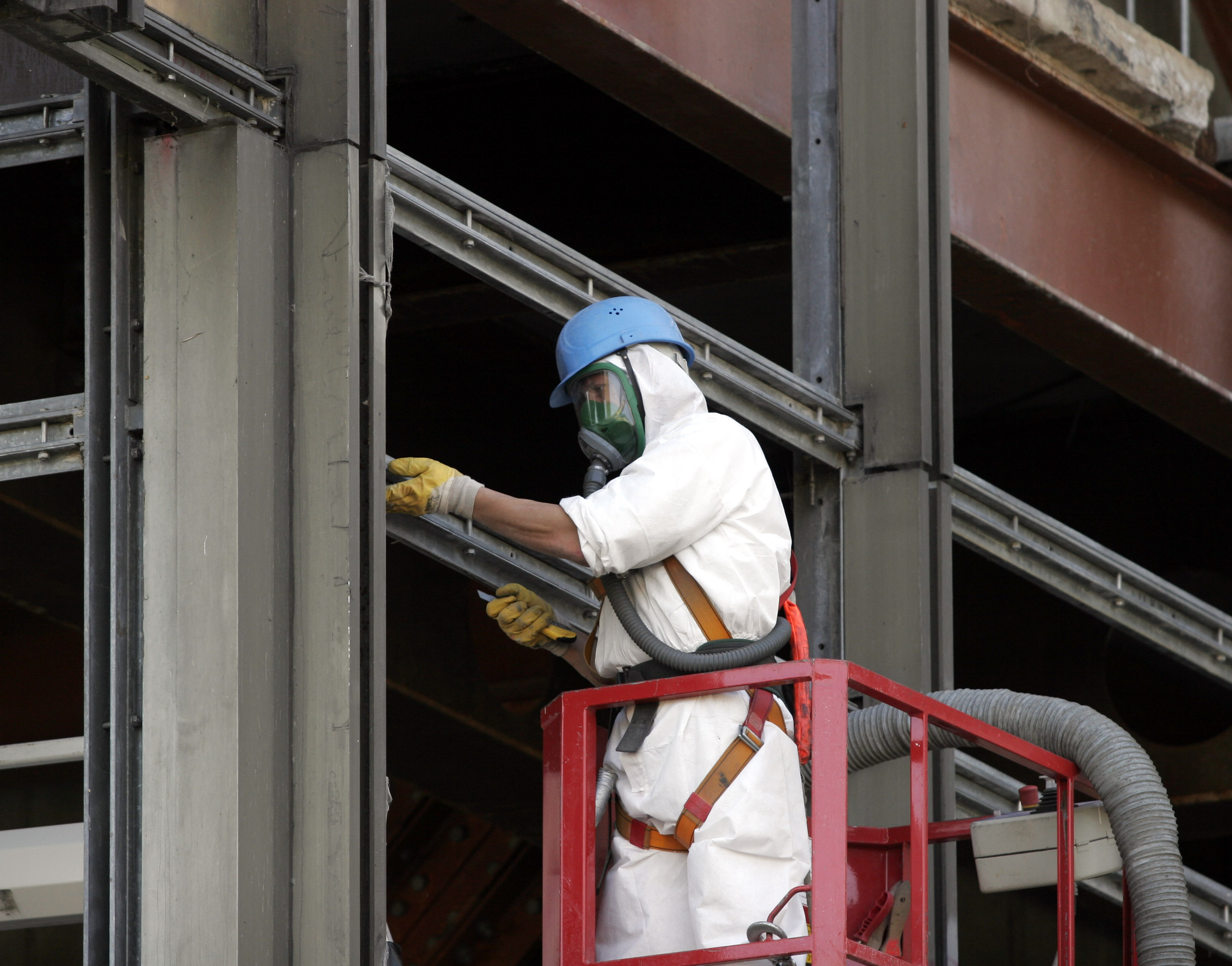
Gỡ bỏ lớp amiăng tại Đức

Vật liệu cách nhiệt sợi thủy tinh được phát minh vào năm 1938 và hiện là loại vật liệu cách nhiệt được sử dụng phổ biến nhất. Sự an toàn của vật liệu này cũng bị đặt câu hỏi do sự tương đồng trong cấu trúc vật liệu. Tuy nhiên, Cơ quan Nghiên cứu Ung thư Quốc tế (IARC) đã loại bỏ sợi thủy tinh khỏi danh sách các chất gây ung thư ở người vào năm 2001 và một bài điểm báo khoa học từ năm 2011 đã khẳng định dữ liệu dịch tễ học là không nhất quán và kết luận rằng quyết định của IARC về việc hạ thấp tiềm năng gây ung thư của sợi thủy tinh là hợp lệ (tuy nhiên, nghiên cứu này được tài trợ bởi hợp đồng nghiên cứu được tài trợ của Hiệp hội các nhà sản xuất vật liệu cách nhiệt Bắc Mỹ).
Năm 1978, một loại vải sợi thủy tinh có kết cấu cao được Bal Dixit sáng chế, được gọi là Zetex. Loại vải này nhẹ hơn amiăng, nhưng cung cấp cùng một khổ, độ dày, tay, cảm giác và khả năng chống mài mòn như amiăng. Sợi thủy tinh đã được kết cấu để loại bỏ một số vấn đề phát sinh với sợi thủy tinh, chẳng hạn như khả năng chống mài mòn và độ bền đường may kém.
Ở châu Âu, len khoáng vật và len thủy tinh là các chất cách nhiệt chính trong nhà.
Nhiều công ty sản xuất các sản phẩm xi măng amiăng được gia cố bằng sợi amiăng đã phát triển các sản phẩm kết hợp sợi hữu cơ. Một sản phẩm như vậy được gọi là "Eternit" và một sản phẩm khác là "Everite" hiện sử dụng sợi "Nutec" bao gồm sợi hữu cơ, xi măng portland và silica. Sợi gỗ kết dính xi măng là một thay thế khác. Sợi đá được sử dụng trong các miếng đệm và vật liệu ma sát.
Một chất sợi tiềm năng khác là polybenzimidazol hay sợi PBI. Sợi polybenzimidazol là sợi tổng hợp có điểm nóng chảy cao 760 °C (1.400 °F) cũng không bắt lửa. Do độ ổn định nhiệt và hóa học đặc biệt, nó thường được các sở cứu hỏa và các cơ quan không gian sử dụng.
Tại Việt Nam, loại sợi được sử dụng rộng rãi nhất để thay thế amiăng là sợi PVA. Theo kết quả nghiên cứu: "Kiểm tra, đánh giá chất lượng tấm amiăng xi măng và tấm sợi PVA" do Viện Vật liệu Xây dựng – Bộ Xây dựng triển khai năm 2015 thì "Giá bán 1m2 sản phẩm tấm sử dụng sợi PVA cao hơn tấm sóng amiăng xi măng từ 41,5% đến 80,6%, tấm phẳng xi măng sợi PVA cao hơn tấm phẳng amiăng xi măng từ 55% đến 121%".
Yếu tố công nghệ là một trong những vướng mắc của các sản phẩm thay thế, đặc biệt là trong ứng dụng sản xuất phanh xe hạng nặng (xe tải và xe lửa), tấm lợp amiăng - xi măng hay hệ thống cách điện của ngành công nghiệp hàng không. Tính tới thời điểm này, không sản phẩm thay thế nào mang lại hiệu quả và độ an toàn cao như sợi amiăng trắng.
Ở Việt Nam có hai doanh nghiệp từng đầu tư sản xuất tấm sử dụng sợi thay thế là Navifico và Tân Thuận Cường. Nhà máy Navifico hiện nay đã đóng cửa còn Tân Thuận Cường đã chuyển sang sản xuất tấm amiăng xi măng để duy trì do tấm sợ thay thế không thể bán được ra thị trường vì chất lượng không đảm bảo và giá thành cao.
Bên cạnh đó những nghiên cứu y khoa đã chỉ ra rằng rủi ro sức khỏe do amiăng gây ra cũng phổ biến như rủi ro mà các loại sợi khác đem lại. Như vậy, sản phẩm sợi thay thế cũng có thể là tác nhân gây ảnh hưởng xấu đến các tế bào phổi. Thêm vào đó, việc nghiên cứu những tác động của amiăng trắng đối với sức khỏe người lao động đã được thực hiện hơn 50 năm qua, trong khi các loại sợi khác mới chỉ được đưa vào sử dụng gần đây (từ 10 – 20 năm) (và tác hại của chúng thì chưa được khoa học nghiên cứu và khẳng định một cách cụ thể).

## Tái chế và loại bỏ

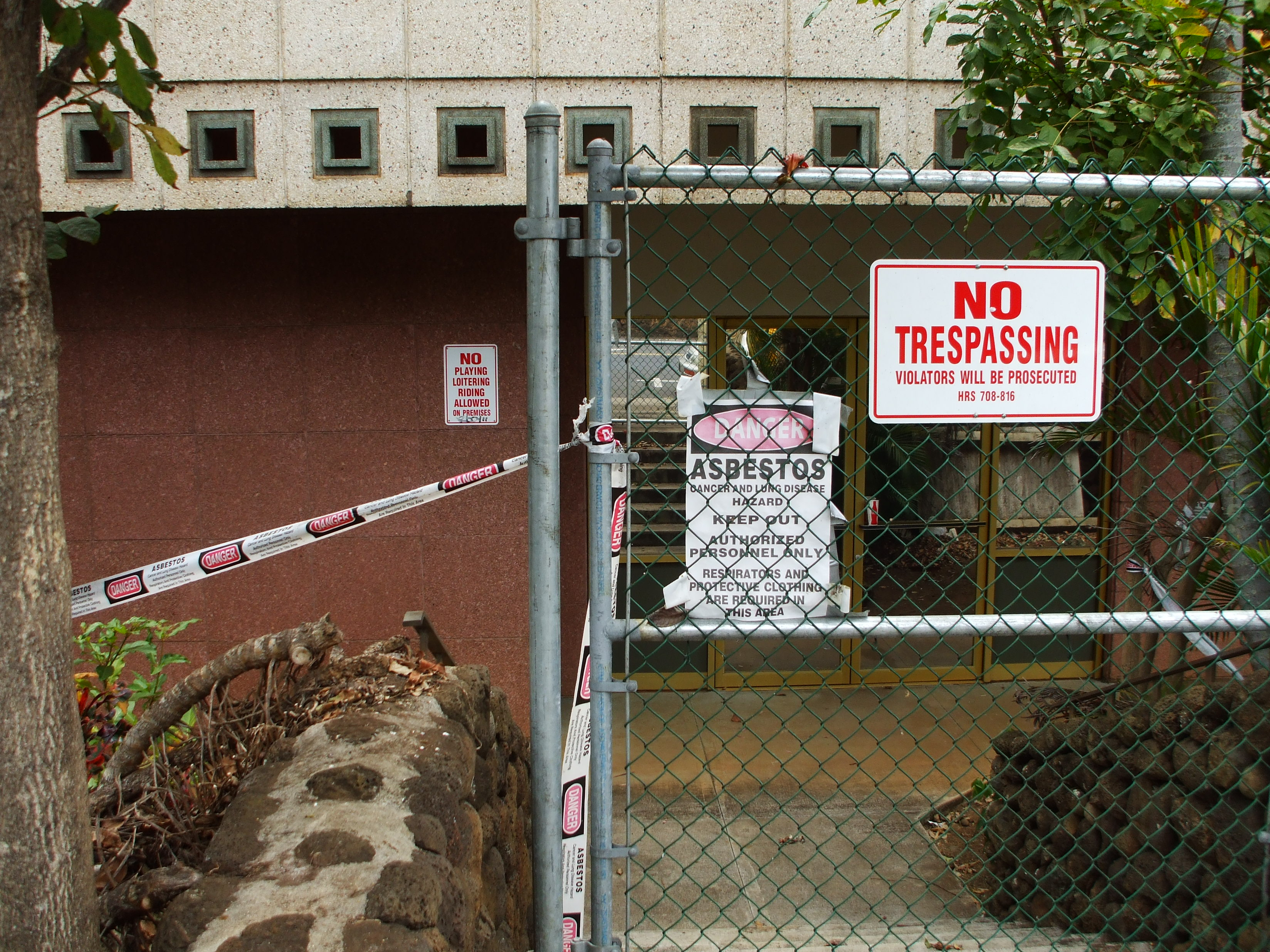
Wailuku, bưu điện Hawaii niêm phong để loại bỏ amiăng

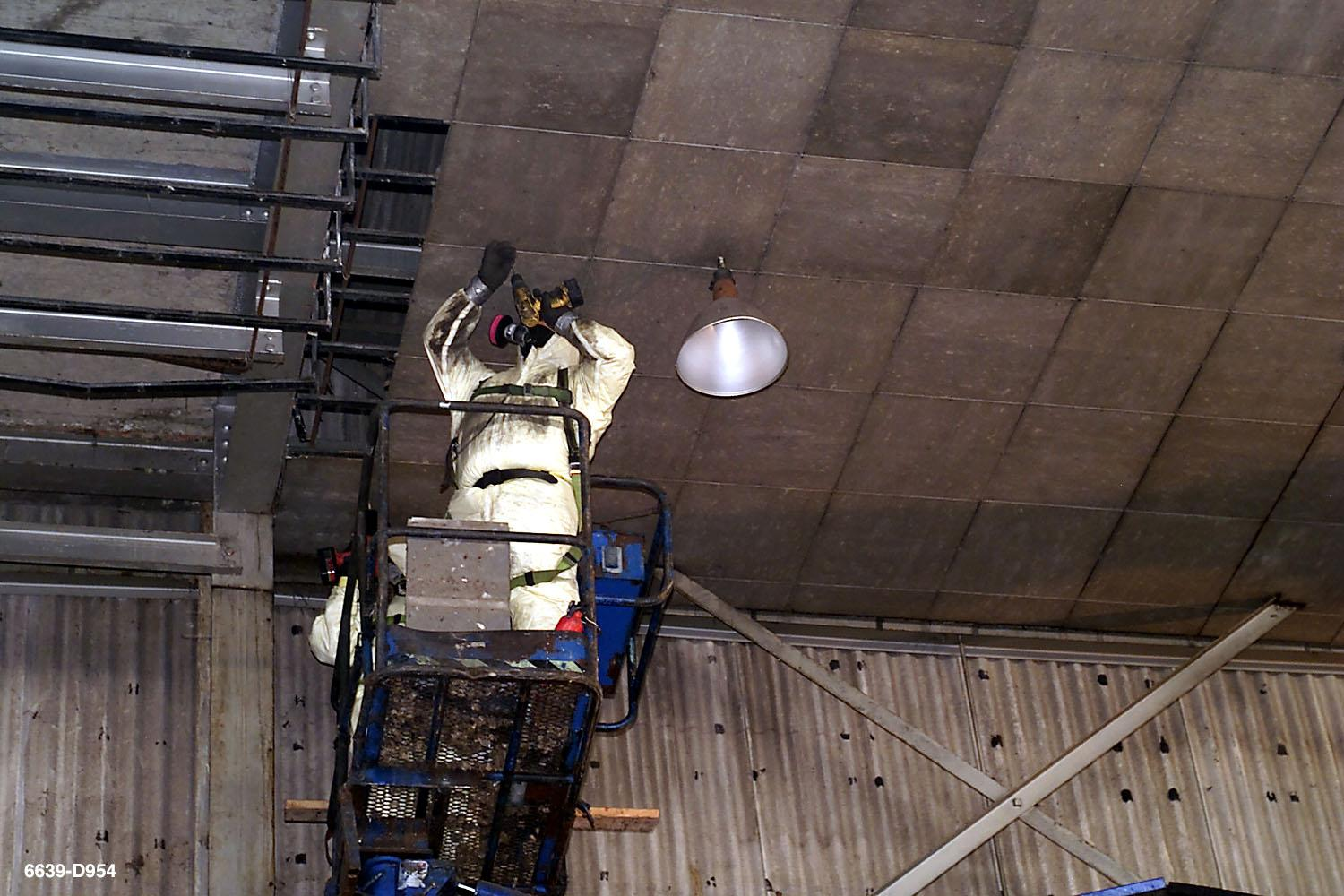
Một người thợ gỡ bỏ tấm lợp trần trang trí có chứa amiăng trắng.

Các lựa chọn thay thế amiăng cho công nghiệp bao gồm ống bọc ngoài (măng sông), dây thừng, băng keo, vải, vải dệt và các vật liệu tấm cách nhiệt làm từ sợi thủy tinh và silica.
Ở hầu hết các nước phát triển, amiăng thường được loại bỏ như chất thải nguy hại trong các bãi chôn lấp.
Việc phá hủy các tòa nhà chứa một lượng lớn vật liệu gốc amiăng gây ra các vấn đề đặc biệt cho các nhà xây dựng và các nhà phát triển bất động sản - các tòa nhà đó thường phải phá bỏ từng phần, hoặc amiăng phải được loại bỏ cẩn thận trước khi cấu trúc có thể bị phá hủy bằng phương tiện cơ học hoặc chất nổ. Một ví dụ như vậy là Red Road Flats ở Glasgow, Scotland đã sử dụng một lượng lớn tấm xi măng amiăng để ốp tường - ở đây các quy định về sức khỏe và an toàn của Anh quy định rằng vật liệu amiăng phải được đưa đến bãi chôn lấp thông qua một tuyến đường được phê duyệt vào một khoảng thời gian nhất định trong ngày trên phương tiện vận chuyển thích hợp đặc biệt.
Tại Hoa Kỳ, EPA quản lý việc loại bỏ và xử lý amiăng một cách nghiêm ngặt. Các công ty loại bỏ amiăng phải tuân thủ giấy phép EPA. Các công ty này được gọi là các nhà thầu amiăng được cấp phép EPA. Bất cứ khi nào một trong những nhà thầu amiăng này thực hiện công việc, một nhà tư vấn kiểm tra phải tiến hành kiểm tra nghiêm ngặt để đảm bảo amiăng được loại bỏ hoàn toàn.
Amiăng có thể được tái chế bằng cách biến nó thành thủy tinh silicat vô hại. Một quá trình phân hủy nhiệt ở 1.000–1.250 °C (1.800–2.300 °F) tạo ra hỗn hợp các pha silicat không độc hại và ở nhiệt độ trên 1.250 °C (2.300 °F) nó tạo ra thủy tinh silicat. Xử lý nhiệt vi sóng có thể được sử dụng trong quy trình sản xuất công nghiệp để biến amiăng và chất thải có chứa amiăng thành gạch ốp sành sứ, gạch ốp một lửa xốp và gạch gốm.
Sự kết hợp của axit oxalic với siêu âm làm rã hoàn toàn các sợi amiăng chrysotil.